# Fauna des Malawisees
Der ostafrikanische Malawisee gehört zu den fischartenreichsten Süßwasserbiotopen der Erde. Die geschätzten 700 bis 800 Buntbarscharten (über 450 bisher beschriebene) des Sees bilden einen oder zwei Artenschwärme, die sich aus einer oder zwei Ursprungsarten entwickelt haben. Diese sind auch die größten bekannten Artenschwärme unter den Wirbeltieren. Bis heute wurden fast 60 endemische Buntbarschgattungen und über 450 Fischarten aus dem Malawisee beschrieben. Zahlreiche Arten sind noch unentdeckt oder unbeschrieben.
Das Wasser des Sees ist mit einem pH-Wert von 7,7 bis 8,6 ungewöhnlich alkalisch. Es weist eine Gesamthärte von 4 bis 6° dGH, eine Karbonat-Härte von 6 bis 8° dKH und eine Leitfähigkeit (bei 20 °C) von 210 bis 285 μS/cm, eine Oberflächentemperatur von 24 bis 29 °C und eine Tiefentemperatur von 22 °C auf. Die Sichtweite im See liegt bei 20 Metern. In der Zone unterhalb von 100 bis 200 Metern gibt es keine Fische mehr, da das Wasser dort zu arm an Sauerstoff ist.

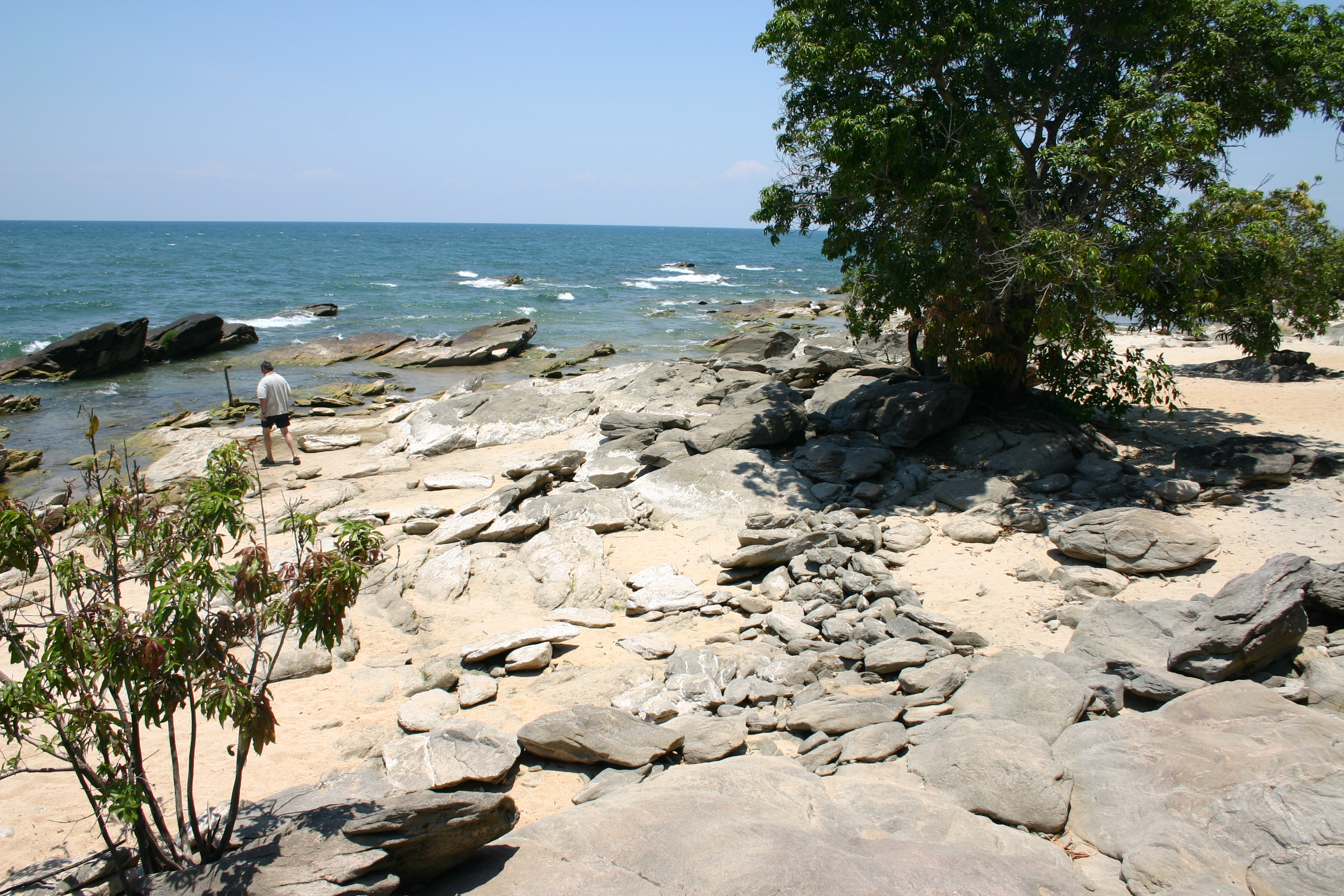
Typische Felsküste

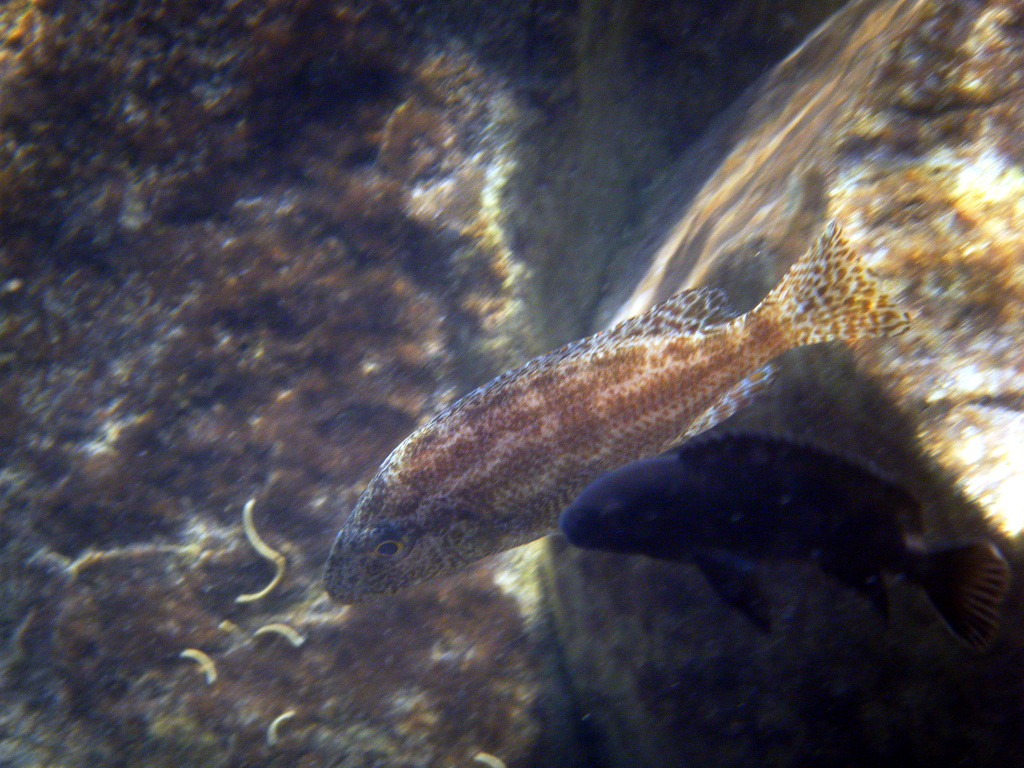
Der Rüsselmaulbrüter (Nimbochromis linni) auf einer Unterwasseraufnahme

## Lebensräume

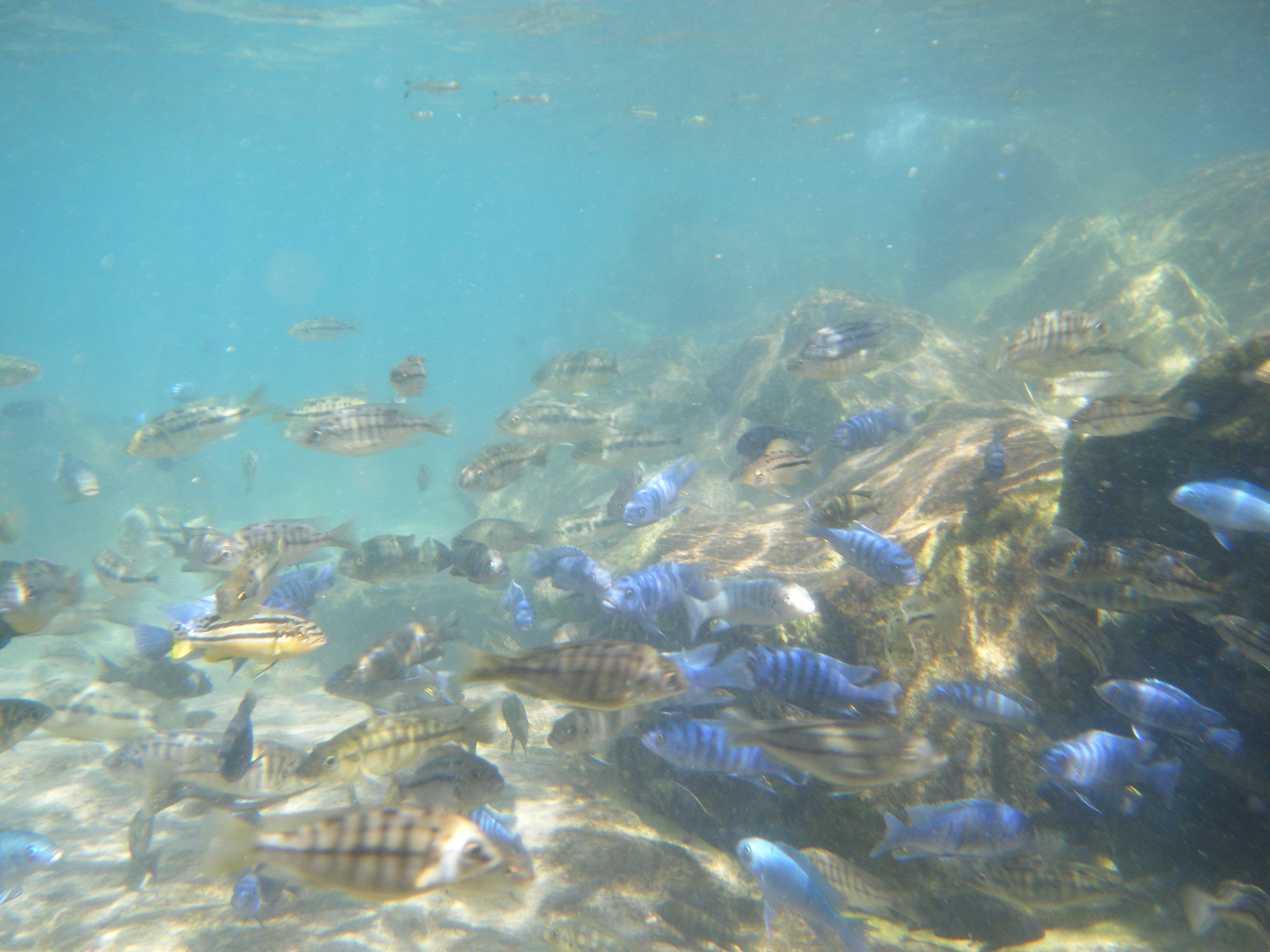
Eine Unterwasseraufnahme aus der Felsregion des Sees zeigt die reiche Fischfauna

Das artenreichste Biotop des Malawisees ist die Geröllzone, die oft die ersten zehn bis zwanzig Meter der Uferzone umfasst und bis zu einer Tiefe von zwei Meter hinabreicht. Hier ist der Untergrund dicht mit faust- bis fußballgroßen Steinen bedeckt zwischen denen es viele kleine Höhlen und Spalten gibt. Hier leben vor allem Labidochromis-Arten. Der zweitwichtigste Lebensraum ist das Felslitoral, oft als Steilküste ohne Flachwasserbereich ausgebildet. Der Boden besteht hier aus größeren bis riesigen Steinbrocken, so dass es weniger aber viel größere Höhlen und Spalten gibt. Hier leben vor allem Chindongo, Maylandia und Pseudotropheus-Arten. Buntbarsche der Geröllzone und der Felsküste sind revierbildend und leben einzeln oder paarweise. Das Sandufer ist dagegen relativ artenarm. Die vegetationslose Sandzone wird von Lethrinops-Arten und anderen Haplochromini bewohnt. Ein typischer Bewohner des mit Röhricht oder submersen Wasserpflanzen, vor allem Vallisnerien bewachsenen Sandufers ist Hemitilapia oxyrhyncha, der sich auf die Seite legend, mit seinem spitzen Maul die bandartigen Blätter der Vallisnerien ergreift und sie regelrecht ablutscht, um die Algen und Mikroorganismen abzustreifen, die die Blätter besiedeln. Im Freiwasser (Pelagial) des Malawisees leben die Gattungen Copadichromis und Mchenga, die nach einer einheimischen Bezeichnung als Utaka bezeichnet werden. Diese planktonfressenden Buntbarsche leben in riesigen, mehrere tausend Exemplare umfassenden Schwärmen und besitzen in Anpassung an ihre Ernährungsweise ein sehr bewegliches vorstülpbares Maul, mit dem sie ihre Nahrung wie mit einem Saugrohr einschlürfen können.

## Erforschung
Die Erforschung der Fische des Malawisee begann mit John Kirk. Er begleitete David Livingstone auf seiner Expedition zum Malawisee und war mit ihm einer der ersten Europäer am damals noch Nyassa-See genannten See. Die 1864 von ihm gefangenen Buntbarsche wurden von Albert Günther beschrieben. Der deutsche Tropenmediziner und Naturwissenschaftler Friedrich Fülleborn sammelte 1900 und 1901 weitere Buntbarsche. Diese wurden 1927 durch Ernst Ahl beschrieben. Weitere Sammelreisen durch Wood im Jahr 1920 und Christy (3500 gefangene Buntbarsche) in den Jahren 1925 und 1926 und die Beschreibung der wissenschaftlichen Erkenntnisse durch Charles Tate Regan (1921) und Ethelwynn Trewavas (1935) vervollständigten vorerst die Kenntnisse über die Malawiseefischfauna.

## Fischarten

### Buntbarsche

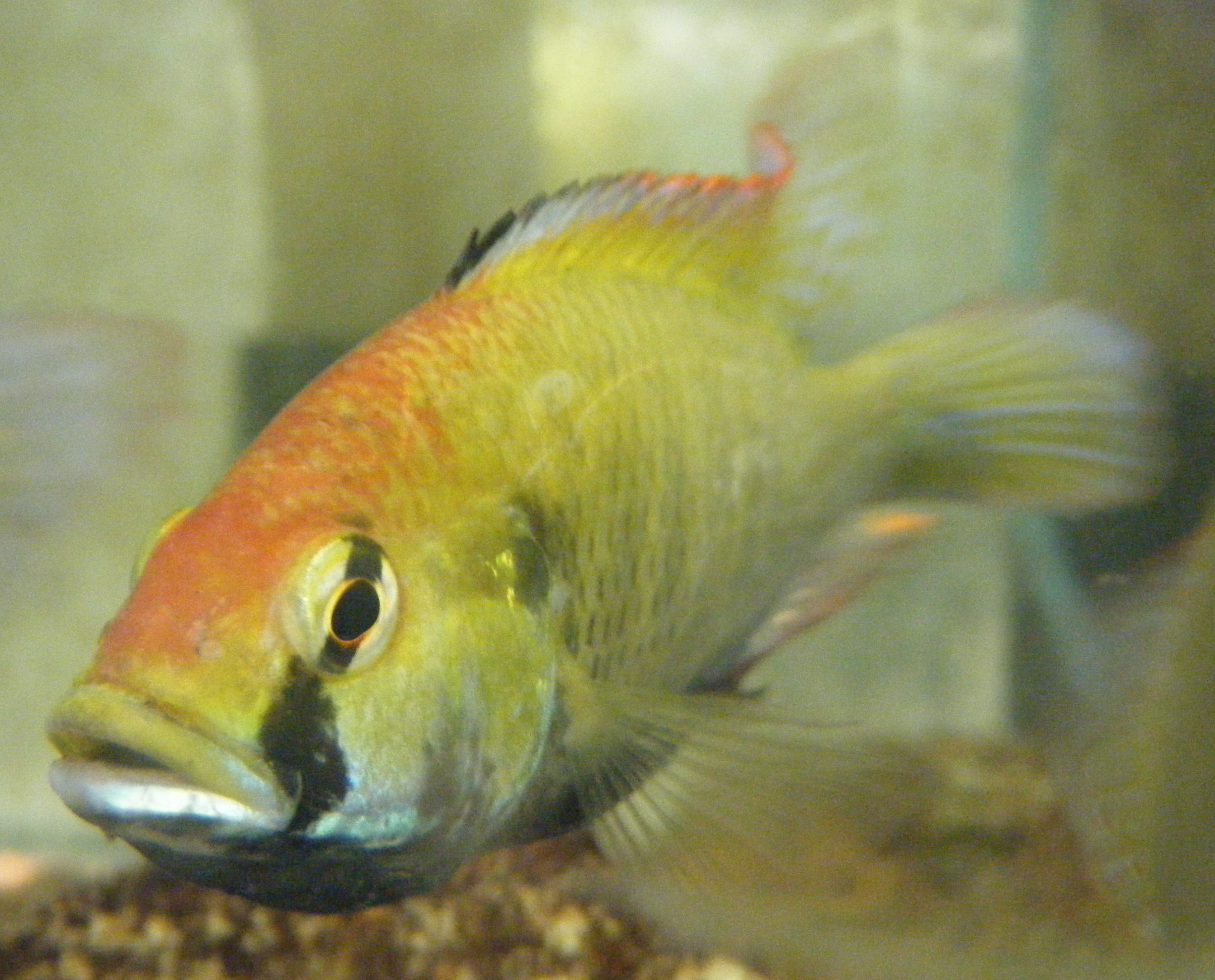
Astatotilapia calliptera

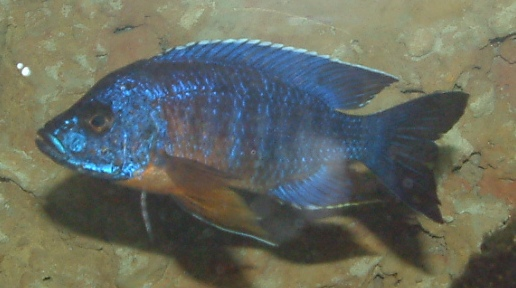
Aulonocara jacobfreibergi

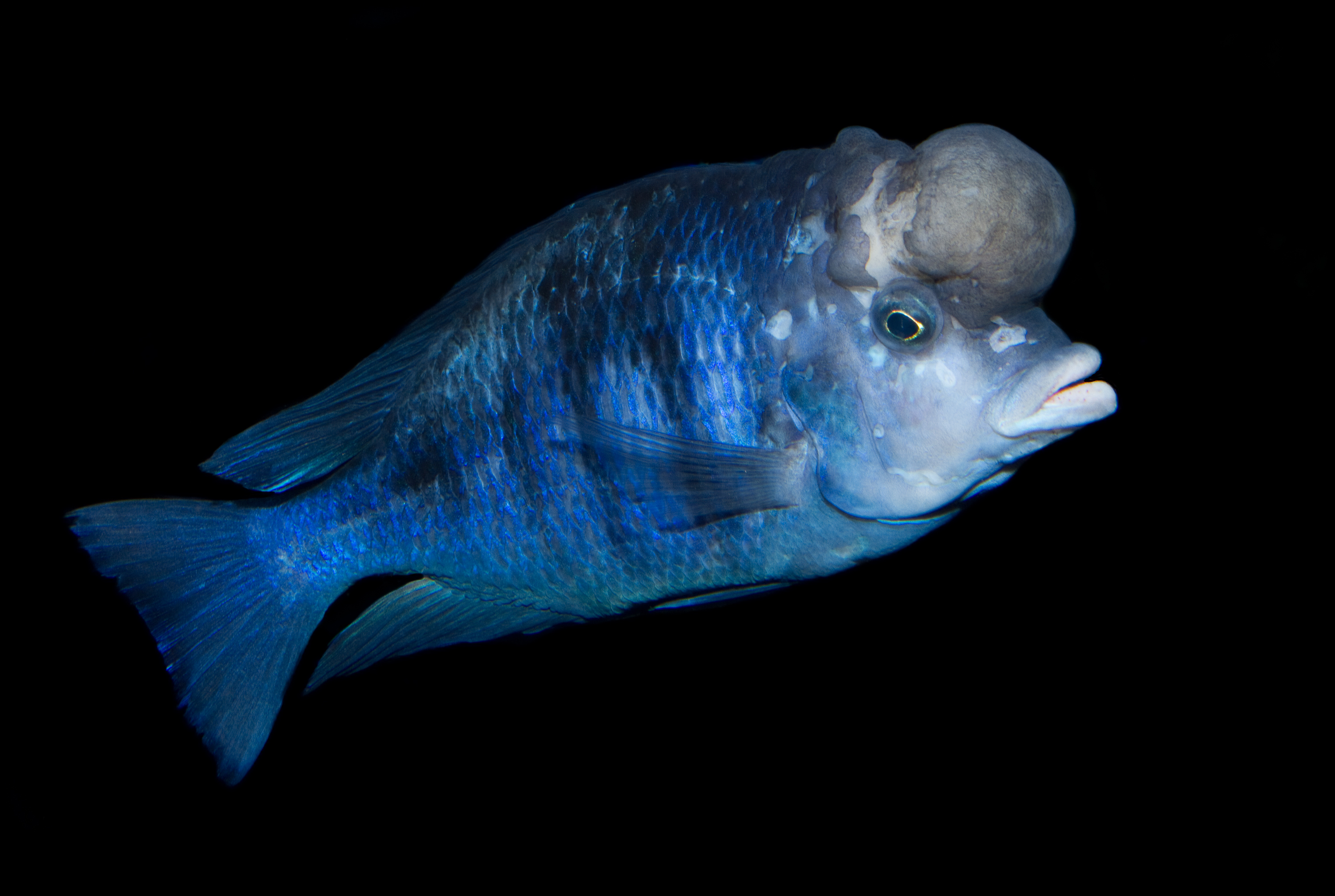
Cyrtocara moorii

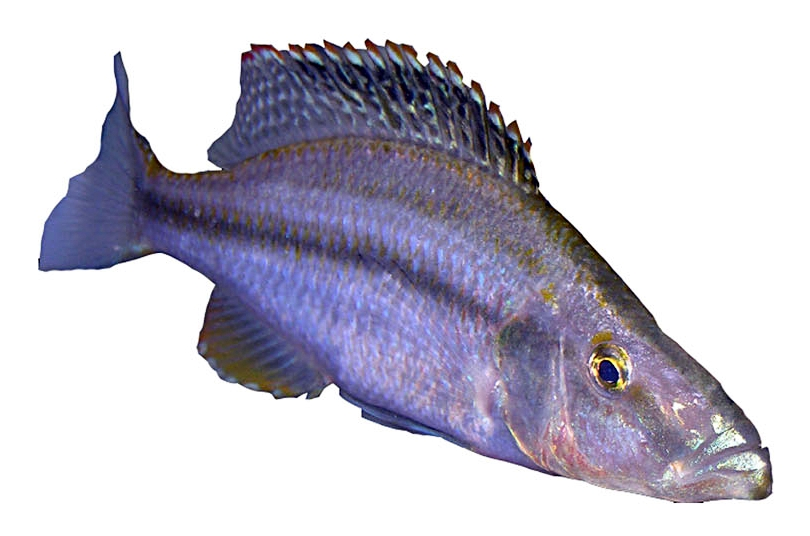
Dimidiochromis compressiceps

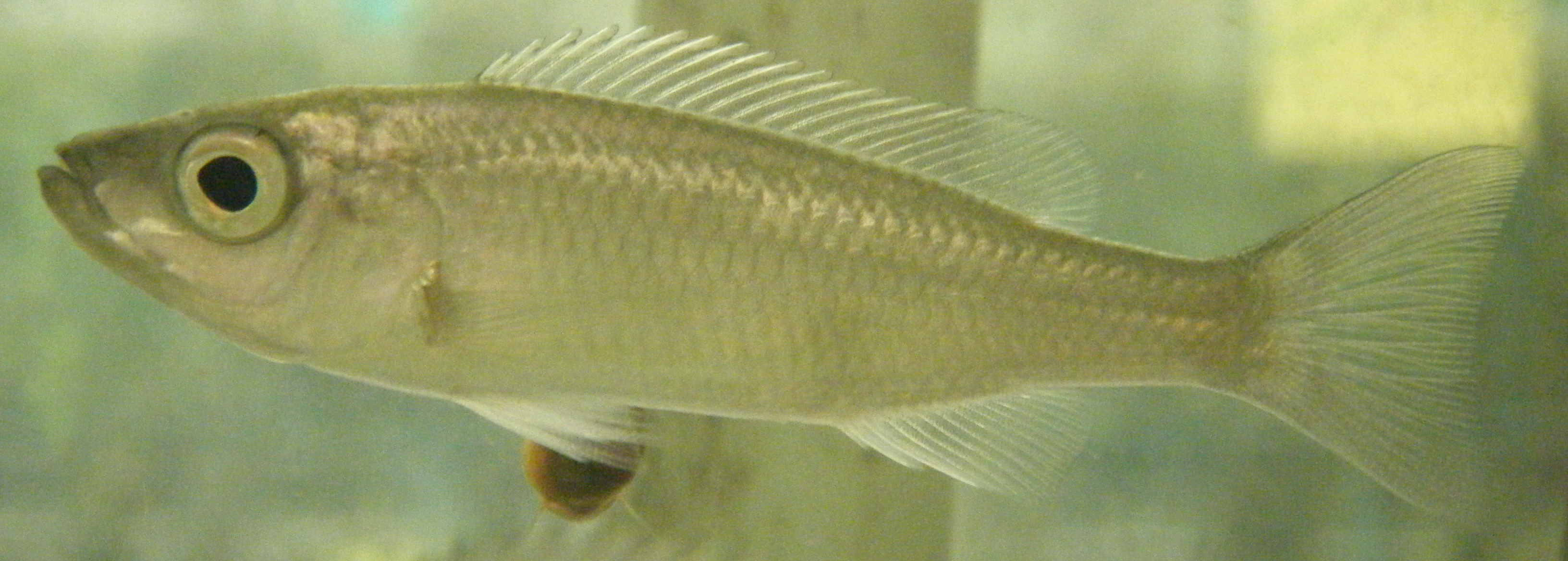
Diplotaxodon sp.

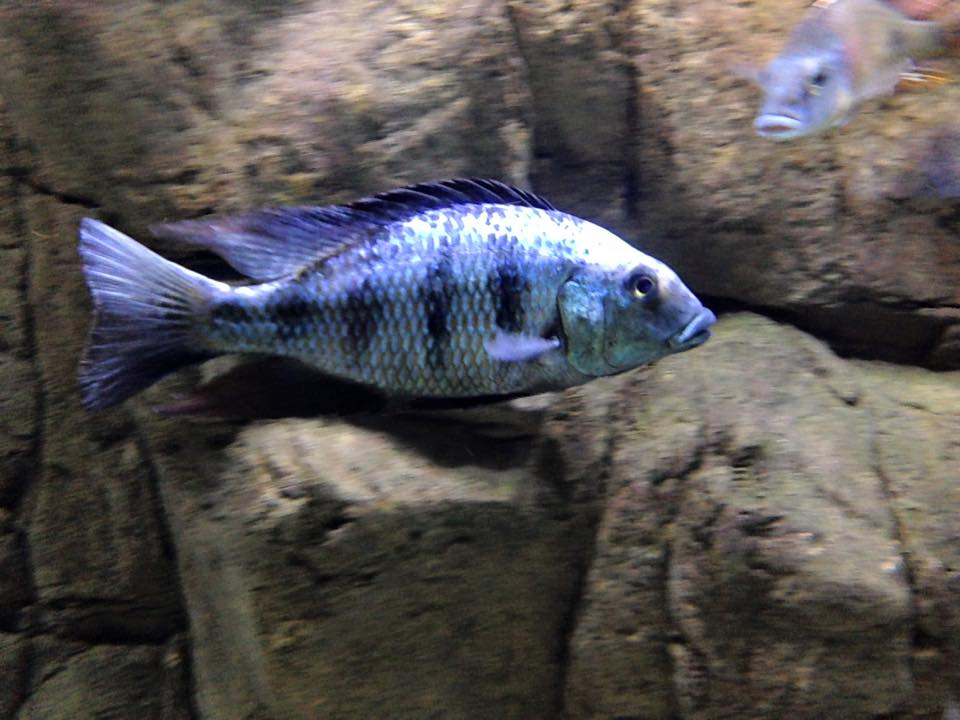
Fossorochromis rostratus, Männchen

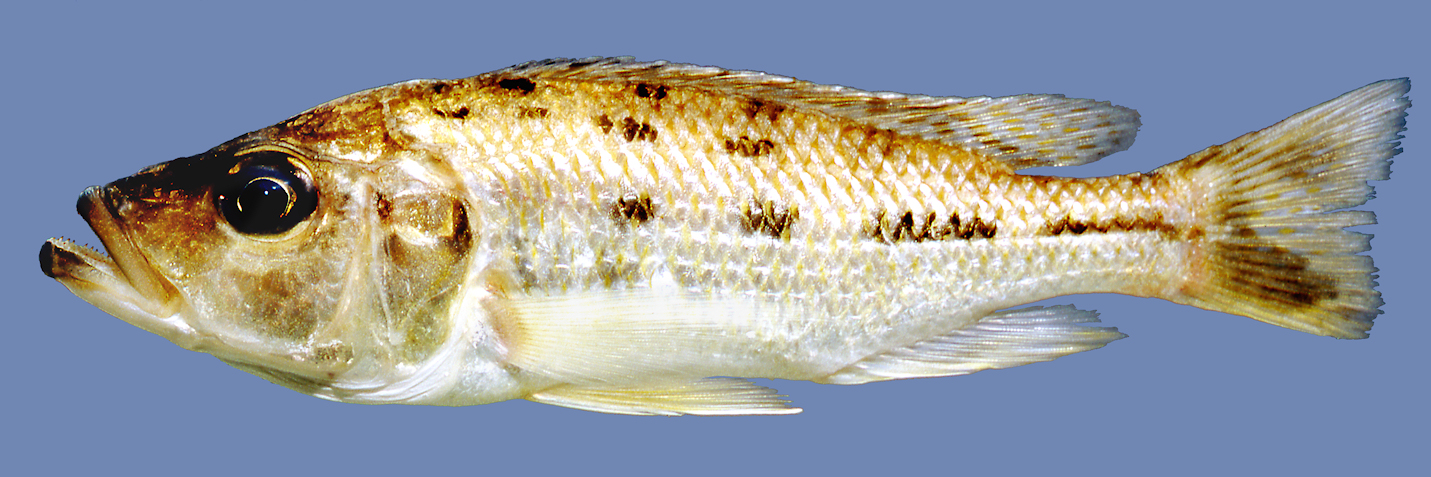
Hemitaeniochromis urotaenia

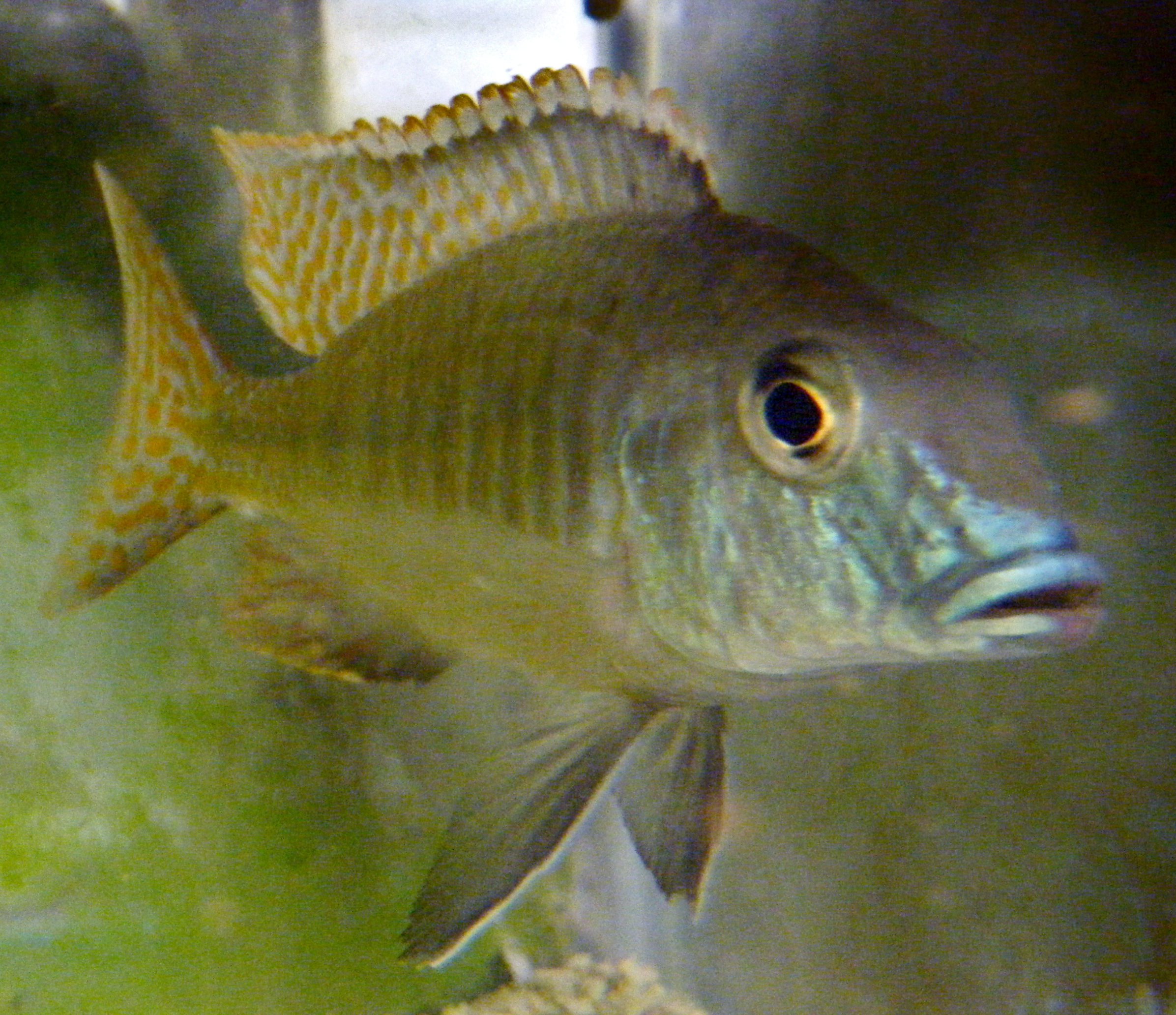
Lethrinops lethrinus

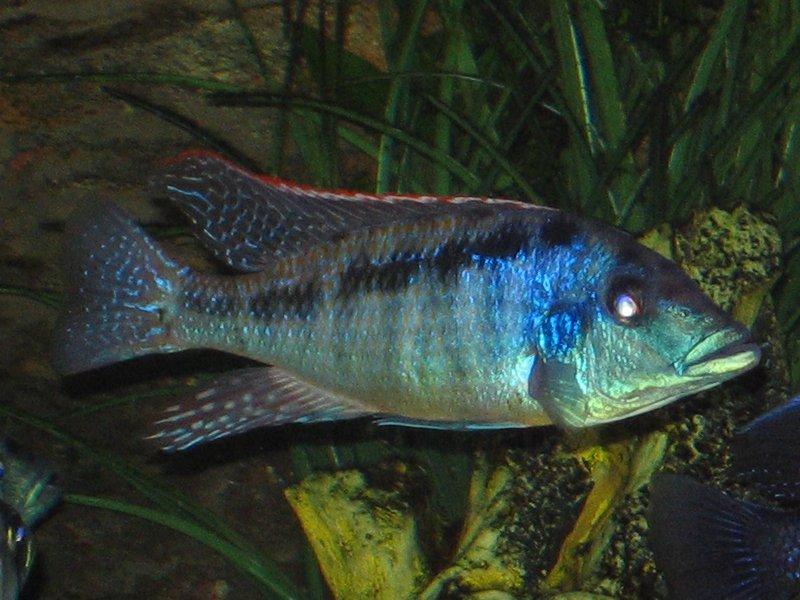
Lichnochromis acuticeps

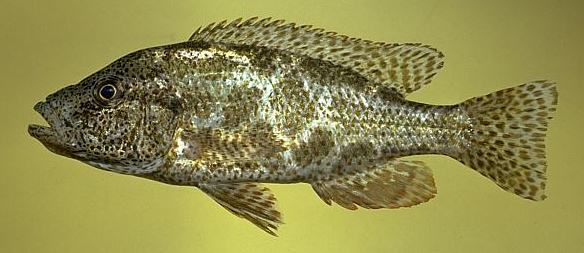
Nimbochromis polystigma

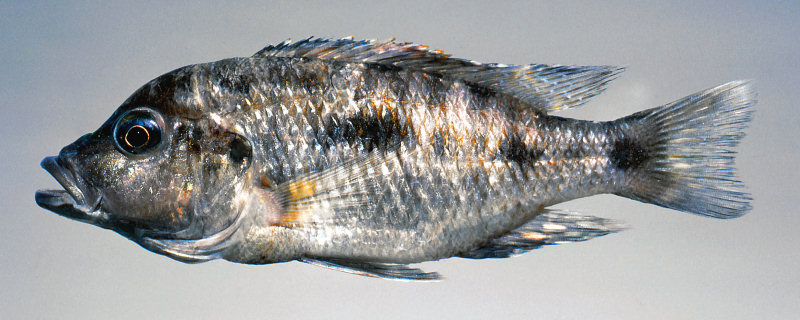
Otopharynx brooksi

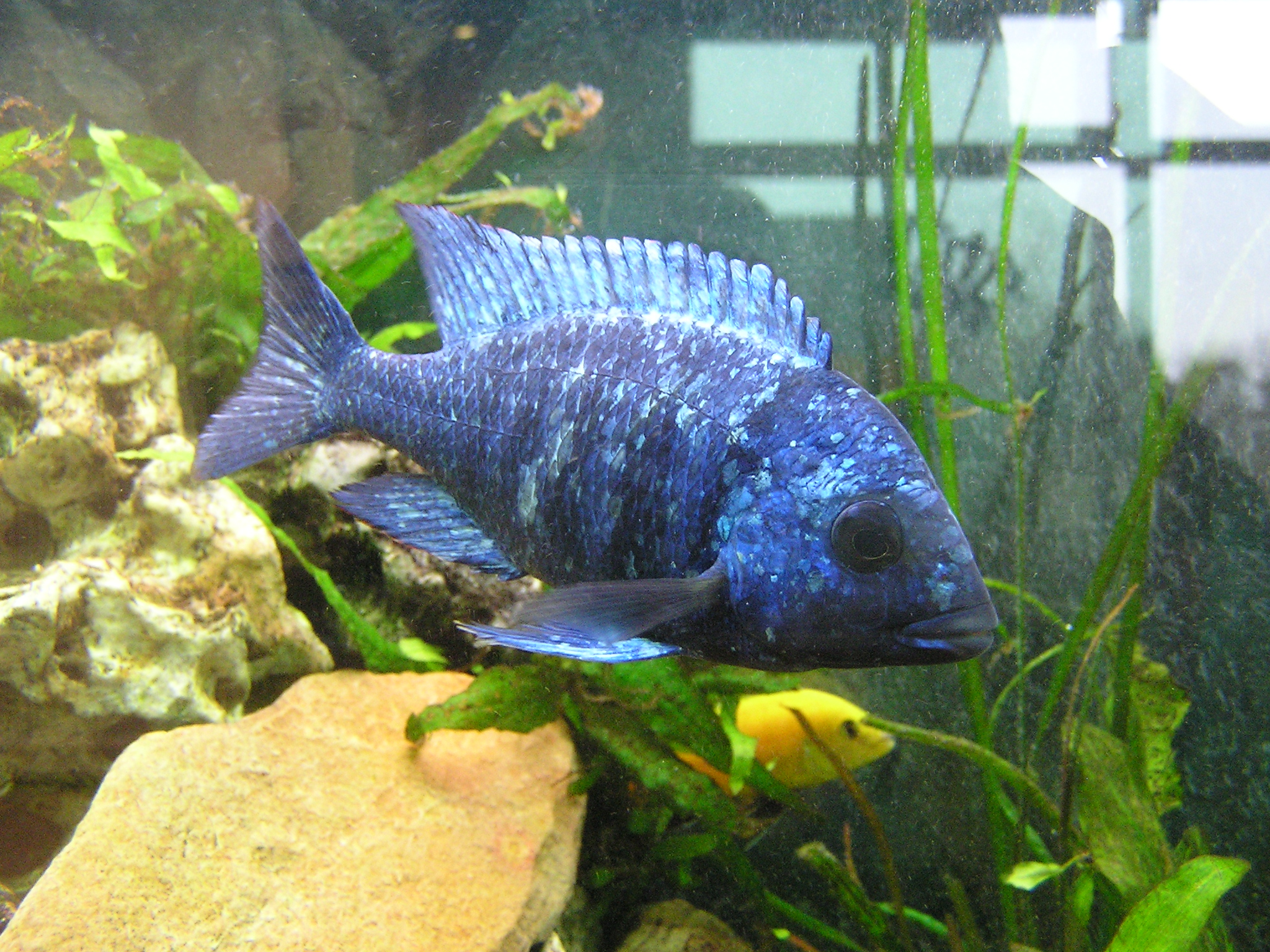
Placidochromis phenochilus

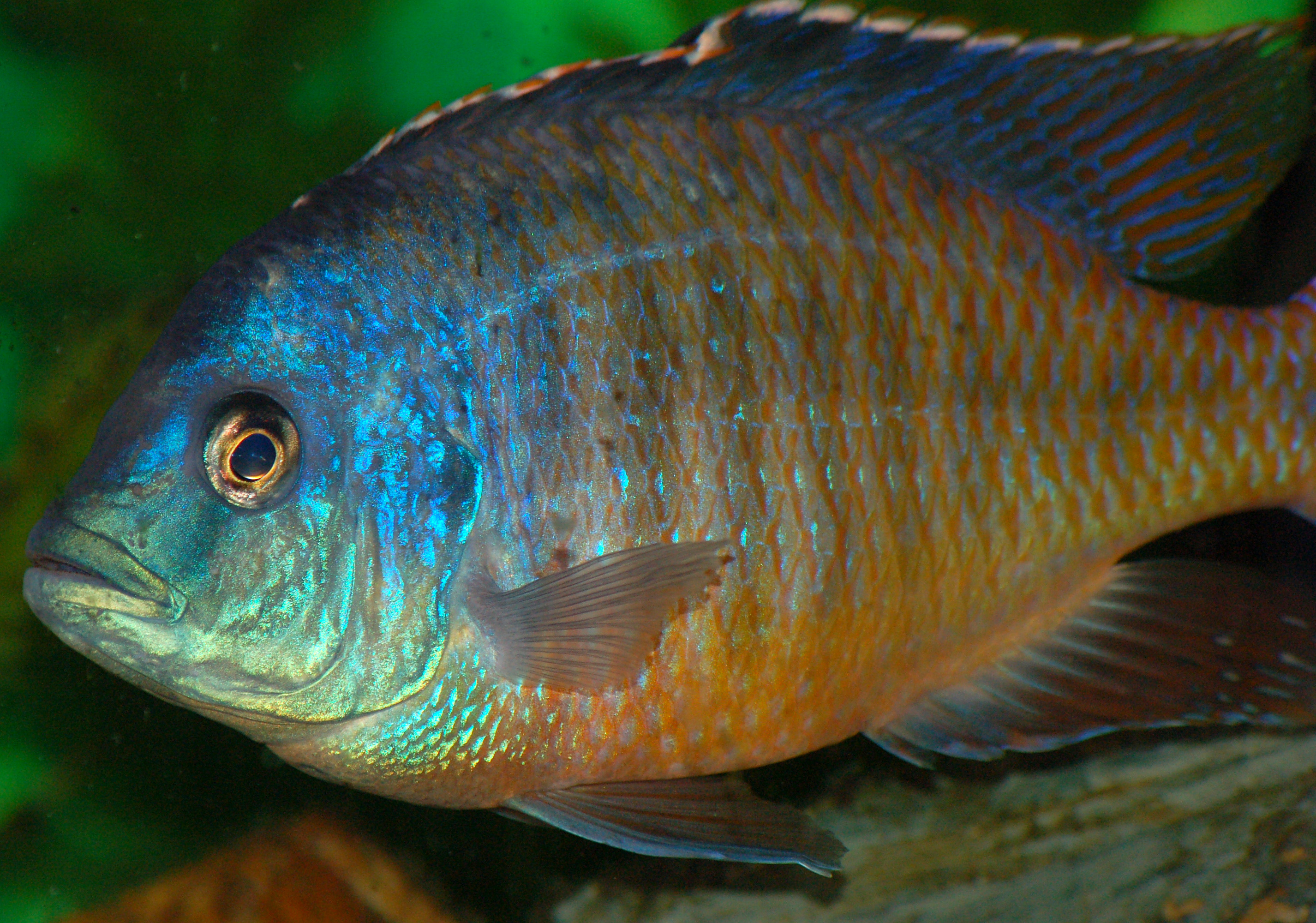
Protomelas taeniolatus

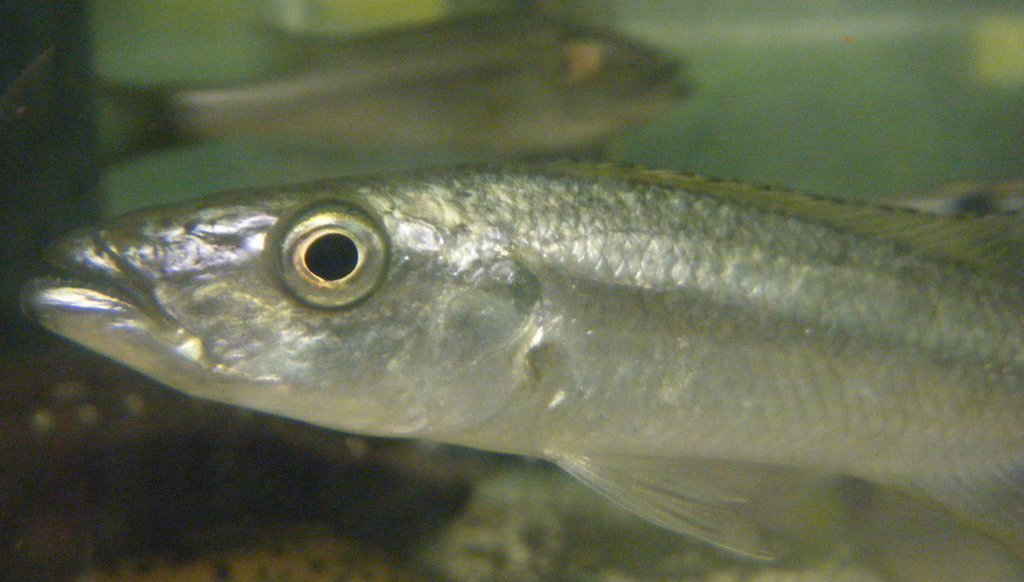
Rhamphochromis sp. "Chilingali"

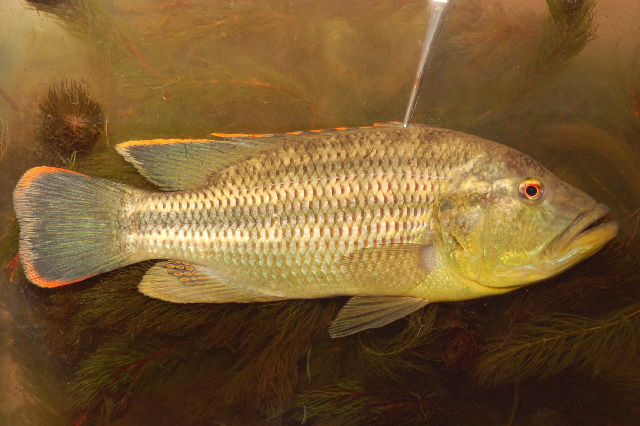
Serranochromis robustus

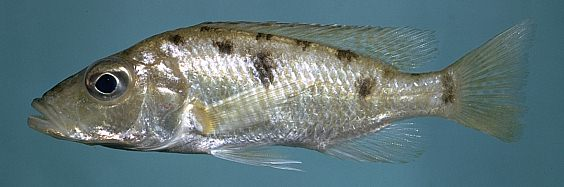
Stigmatochromis woodi

Fast alle Buntbarscharten sind Endemiten des Malawisees, d. h. sie kommen nur hier vor. Einige leben auch im Oberlauf des Shiré und im Malombesee. Nur fünf oder sechs Arten sind nicht endemisch, Astatotilapia calliptera, Serranochromis robustus, Oreochromis shiranus, der im See allerdings eine endemische Unterart gebildet hat, Coptodon rendalli, Tilapia sparrmanii und Pseudocrenilabrus p. philander dessen Vorkommen im See aber angezweifelt wird. Die Buntbarsche des Malawisees können vier Gruppen zugeordnet werden, die an Felsbiotope gebundenen Mbunas, die im Freiwasser lebenden Utaka, die übrigen Pseudocrenilabrini und einige wenige Oreochromini und Tilapiini. Mit Ausnahme von Coptodon rendalli und Tilapia sparrmanii sind alle Buntbarsche des Malawisees Maulbrüter.
| - Alticorpus geoffreyi - Alticorpus macrocleithrum - Alticorpus mentale - Alticorpus peterdaviesi - Alticorpus profundicola - Aristochromis christyi - Astatotilapia calliptera, nicht endemisch - Aulonocara aquilonium - Aulonocara auditor - Aulonocara baenschi - Aulonocara brevinidus - Aulonocara brevirostre - Aulonocara ethelwynnae - Aulonocara gertrudae - Aulonocara guentheri - Aulonocara hansbaenschi - Aulonocara hueseri - Aulonocara jacobfreibergi - Aulonocara koningsi - Aulonocara korneliae - Aulonocara maylandi - Aulonocara nyassae - Aulonocara rostratum - Aulonocara saulosi - Aulonocara steveni - Aulonocara stonemani - Aulonocara stuartgranti - Aulonocara trematocephalum - Buccochromis atritaeniatus - Buccochromis heterotaenia - Buccochromis lepturus - Buccochromis nototaenia - Buccochromis oculatus - Buccochromis rhoadesii - Buccochromis spectabilis - Caprichromis liemi - Caprichromis orthognathus - Champsochromis caeruleus - Champsochromis spilorhynchus - Cheilochromis euchilus - Chilotilapia rhoadesii - Corematodus shiranus - Corematodus taeniatus - Ctenopharynx intermedius - Ctenopharynx nitidus - Ctenopharynx pictus - Cyrtocara moorii - Dimidiochromis compressiceps - Dimidiochromis dimidiatus - Dimidiochromis kiwinge - Dimidiochromis strigatus - Diplotaxodon aeneus - Diplotaxodon apogon - Diplotaxodon argenteus - Diplotaxodon ecclesi - Diplotaxodon greenwoodi - Diplotaxodon limnothrissa - Diplotaxodon longimaxilla - Diplotaxodon macrops - Docimodus evelynae - Docimodus johnstoni - Eclectochromis lobochilus - Eclectochromis ornatus - Exochochromis anagenys - Fossorochromis rostratus - Hemitaeniochromis brachyrhynchus - Hemitaeniochromis urotaenia - Hemitilapia oxyrhyncha - Lethrinops albus - Lethrinops altus - Lethrinops argenteus - Lethrinops auritus - Lethrinops christyi - Lethrinops furcifer - Lethrinops gossei - Lethrinops leptodon - Lethrinops lethrinus - Lethrinops longimanus - Lethrinops longipinnis - Lethrinops lunaris - Lethrinops macracanthus - Lethrinops macrochir - Lethrinops marginatus - Lethrinops micrentodon - Lethrinops microdon - Lethrinops microstoma - Lethrinops mylodon - Lethrinops oculatus - Lethrinops parvidens - Lethrinops stridei - Lethrinops turneri - Lichnochromis acuticeps - Mylochromis anaphyrmus - Mylochromis balteatus - Mylochromis chekopae - Mylochromis ensatus - Mylochromis epichorialis - Mylochromis ericotaenia - Mylochromis formosus - Mylochromis gracilis - Mylochromis guentheri - Mylochromis incola - Mylochromis labidodon - Mylochromis lateristriga - Mylochromis melanonotus - Mylochromis melanotaenia - Mylochromis mola - Mylochromis mollis - Mylochromis obtusus - Mylochromis plagiotaenia - Mylochromis semipalatus - Mylochromis sphaerodon - Mylochromis spilostichus - Naevochromis chrysogaster - Nimbochromis fuscotaeniatus - Nimbochromis linni - Nimbochromis livingstonii - Nimbochromis polystigma - Nimbochromis venustus - Nyassachromis boadzulu | - Nyassachromis breviceps - Nyassachromis leuciscus - Nyassachromis microcephalus - Nyassachromis nigritaeniatus - Nyassachromis prostoma - Nyassachromis purpurans - Nyassachromis serenus - Otopharynx aletes - Otopharynx alpha - Otopharynx antron - Otopharynx argyrosoma - Otopharynx auromarginatus - Otopharynx brooksi - Otopharynx decorus - Otopharynx heterodon - Otopharynx lithobates - Otopharynx mumboensis - Otopharynx ovatus - Otopharynx pachycheilus - Otopharynx panniculus - Otopharynx peridodeka - Otopharynx selenurus - Otopharynx speciosus - Otopharynx spelaeotes - Otopharynx styrax - Otopharynx tetraspilus - Otopharynx tetrastigma - Pallidochromis tokolosh - Placidochromis acuticeps - Placidochromis acutirostris - Placidochromis argyrogaster - Placidochromis boops - Placidochromis borealis - Placidochromis chilolae - Placidochromis communis - Placidochromis domirae - Placidochromis ecclesi - Placidochromis electra - Placidochromis elongatus - Placidochromis fuscus - Placidochromis hennydaviesae - Placidochromis intermedius - Placidochromis johnstoni - Placidochromis koningsi - Placidochromis lineatus - Placidochromis longimanus - Placidochromis longirostris - Placidochromis longus - Placidochromis lukomae - Placidochromis macroceps - Placidochromis macrognathus - Placidochromis mbunoides - Placidochromis milomo - Placidochromis minor - Placidochromis minutus - Placidochromis msakae - Placidochromis nigribarbis - Placidochromis nkhatae - Placidochromis nkhotakotae - Placidochromis obscurus - Placidochromis ordinarius - Placidochromis orthognathus - Placidochromis pallidus - Placidochromis phenochilus - Placidochromis platyrhynchos - Placidochromis polli - Placidochromis rotundifrons - Placidochromis subocularis - Placidochromis trewavasae - Placidochromis turneri - Placidochromis vulgaris - Protomelas annectens - Protomelas dejunctus - Protomelas fenestratus - Protomelas insignis - Protomelas kirkii - Protomelas labridens - Protomelas macrodon - Protomelas marginatus - Protomelas pleurotaenia - Protomelas similis - Protomelas spilonotus - Protomelas spilopterus - Protomelas taeniolatus - Protomelas triaenodon - Protomelas virgatus - Pseudocrenilabrus philander philander, nicht endemisch, Vorkommen fraglich - Rhamphochromis esox - Rhamphochromis ferox - Rhamphochromis longiceps - Rhamphochromis lucius - Rhamphochromis macrophthalmus - Rhamphochromis woodi - Sciaenochromis ahli - Sciaenochromis benthicola - Sciaenochromis fryeri - Sciaenochromis psammophilus - Serranochromis robustus, nicht endemisch - Stigmatochromis macrorhynchos - Stigmatochromis melanchros - Stigmatochromis modestus - Stigmatochromis pholidophorus - Stigmatochromis pleurospilus - Stigmatochromis woodi - Taeniochromis holotaenia - Taeniolethrinops cyrtonotus - Taeniolethrinops furcicauda - Taeniolethrinops laticeps - Taeniolethrinops praeorbitalis - Tramitichromis brevis - Tramitichromis intermedius - Tramitichromis lituris - Tramitichromis trilineatus - Tramitichromis variabilis - Trematocranus labifer - Trematocranus microstoma - Trematocranus pachychilus - Trematocranus placodon - Tyrannochromis macrostoma - Tyrannochromis nigriventer |

#### Mbunas

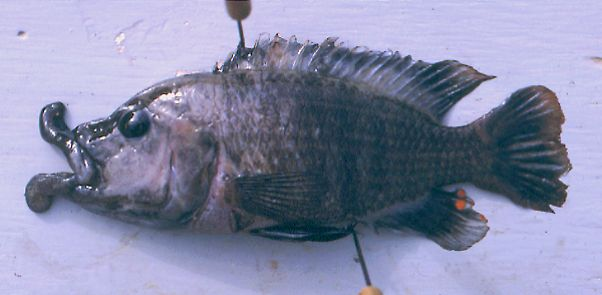
Abactochromis labrosus

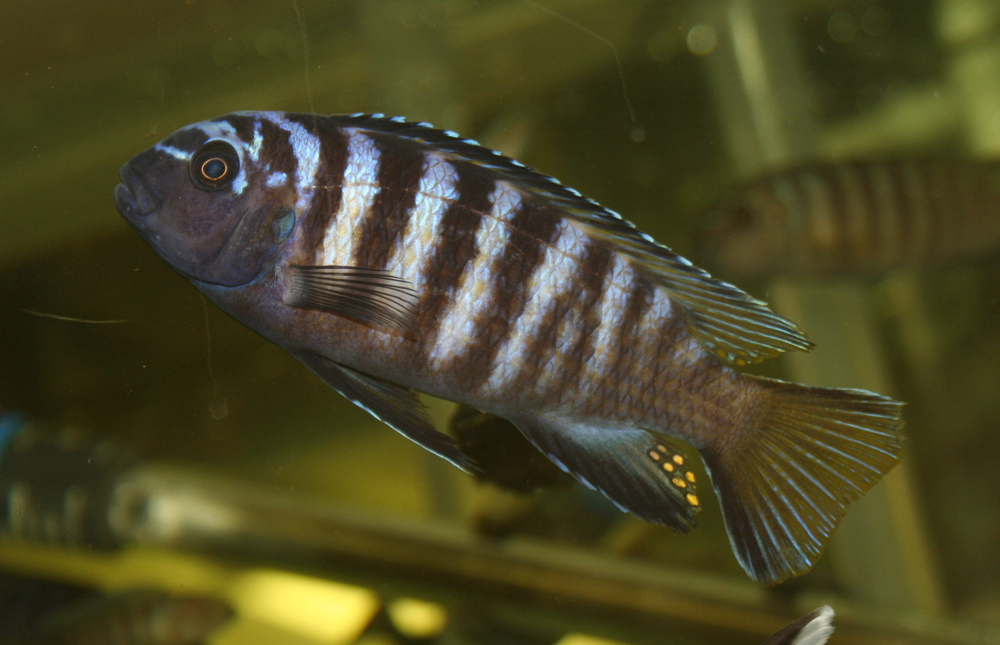
Chindongo elongatus

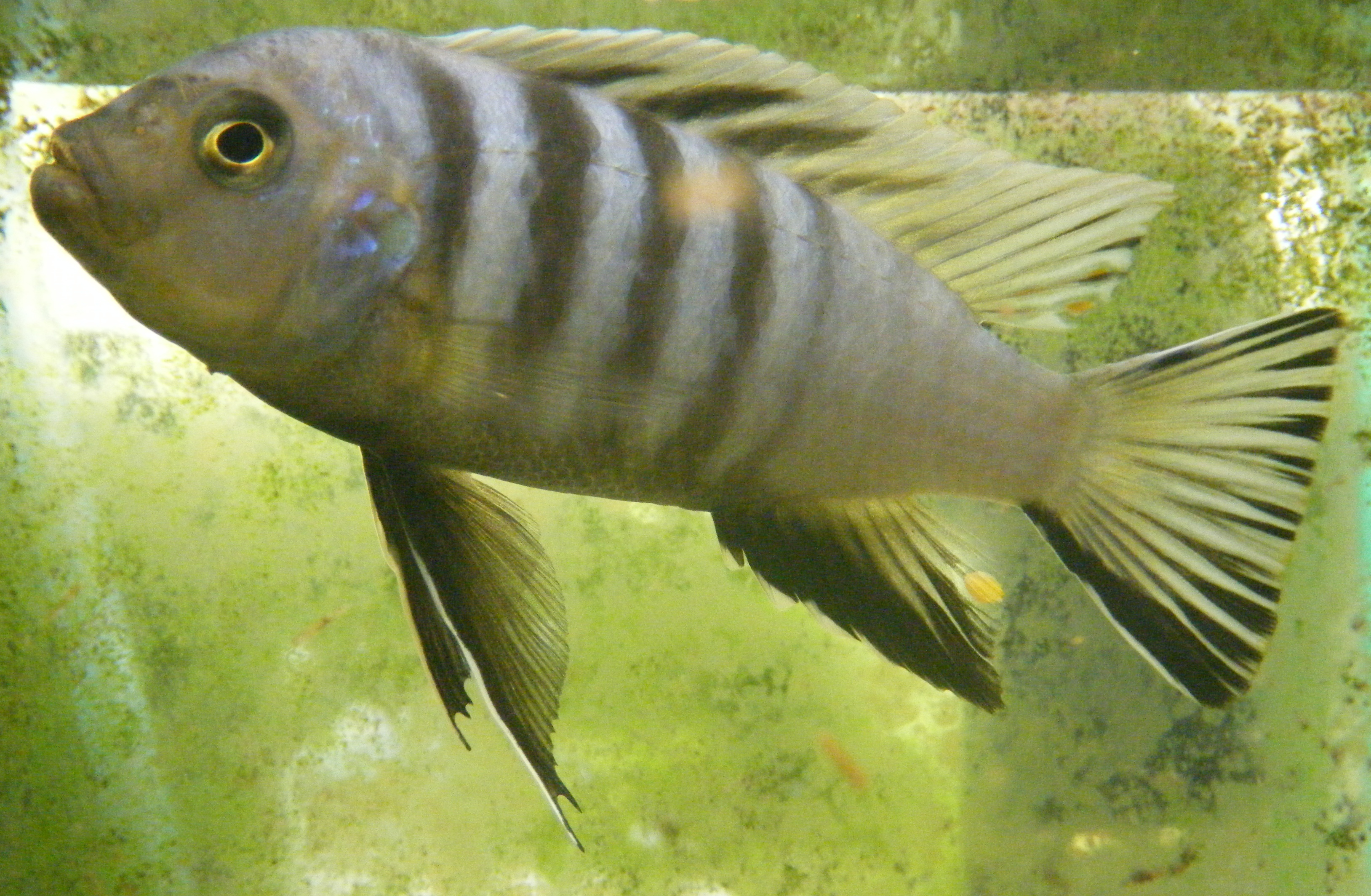
Cynotilapia axelrodi

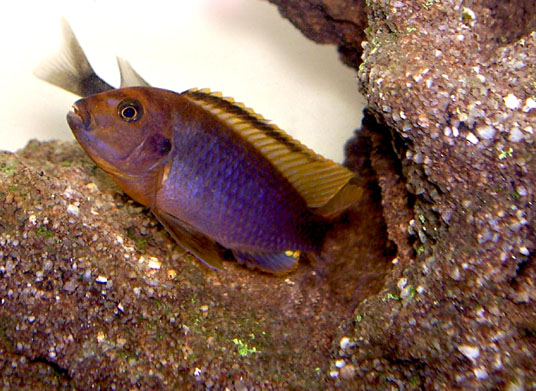
Iodotropheus sprengerae

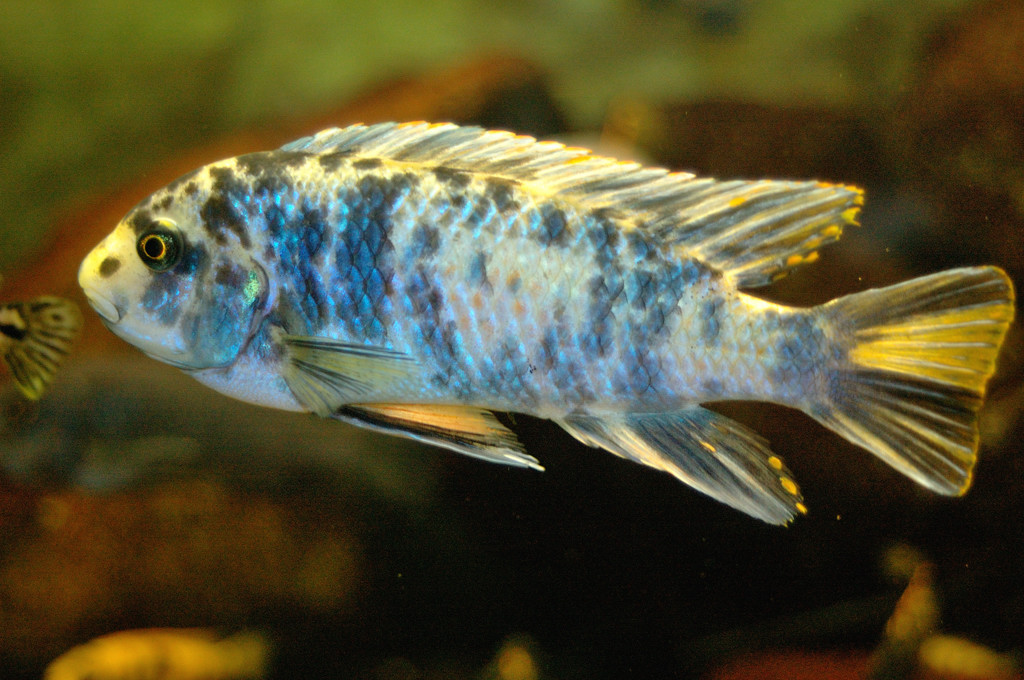
Labeotropheus fuelleborni

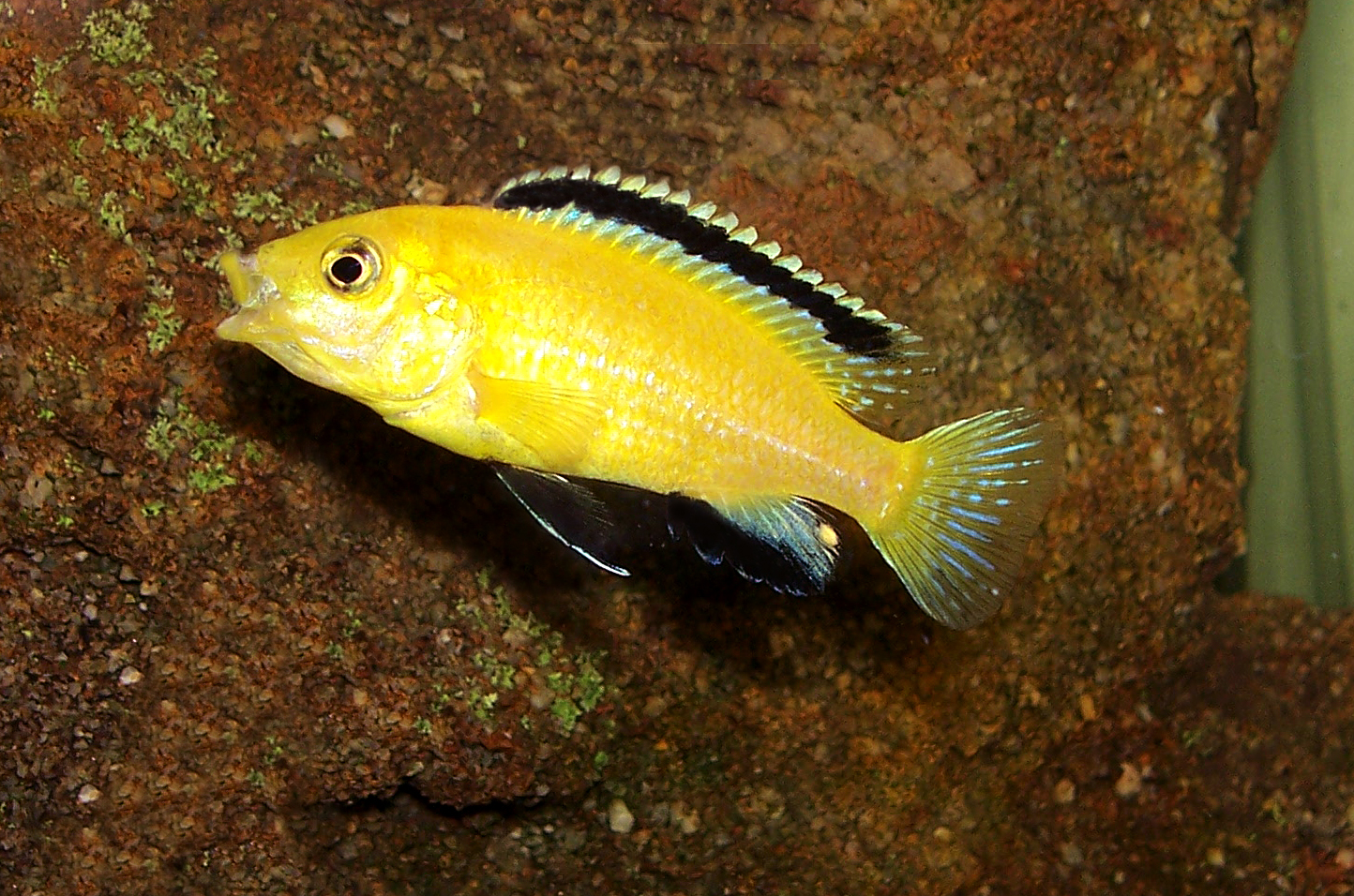
Labidochromis caeruleus

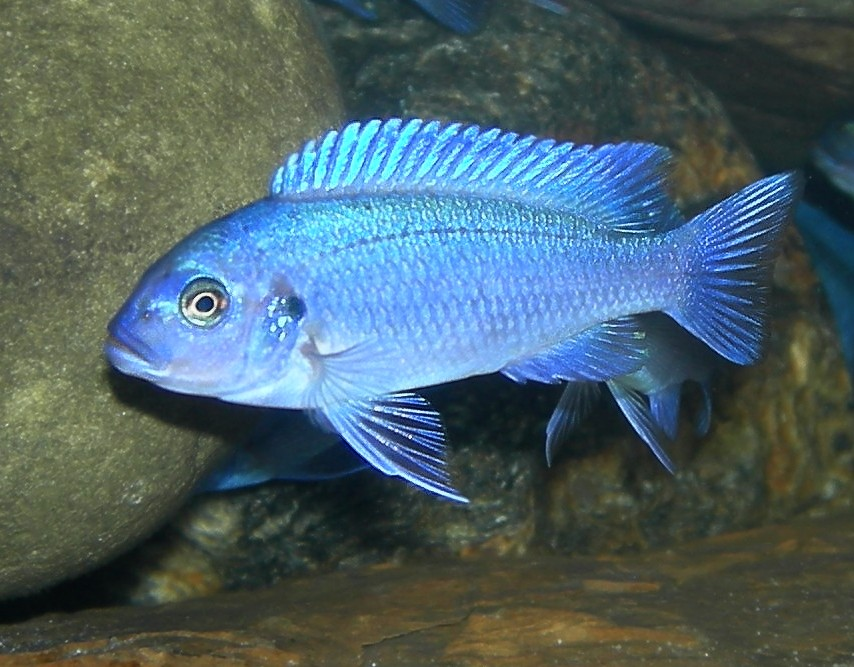
Maylandia callainos

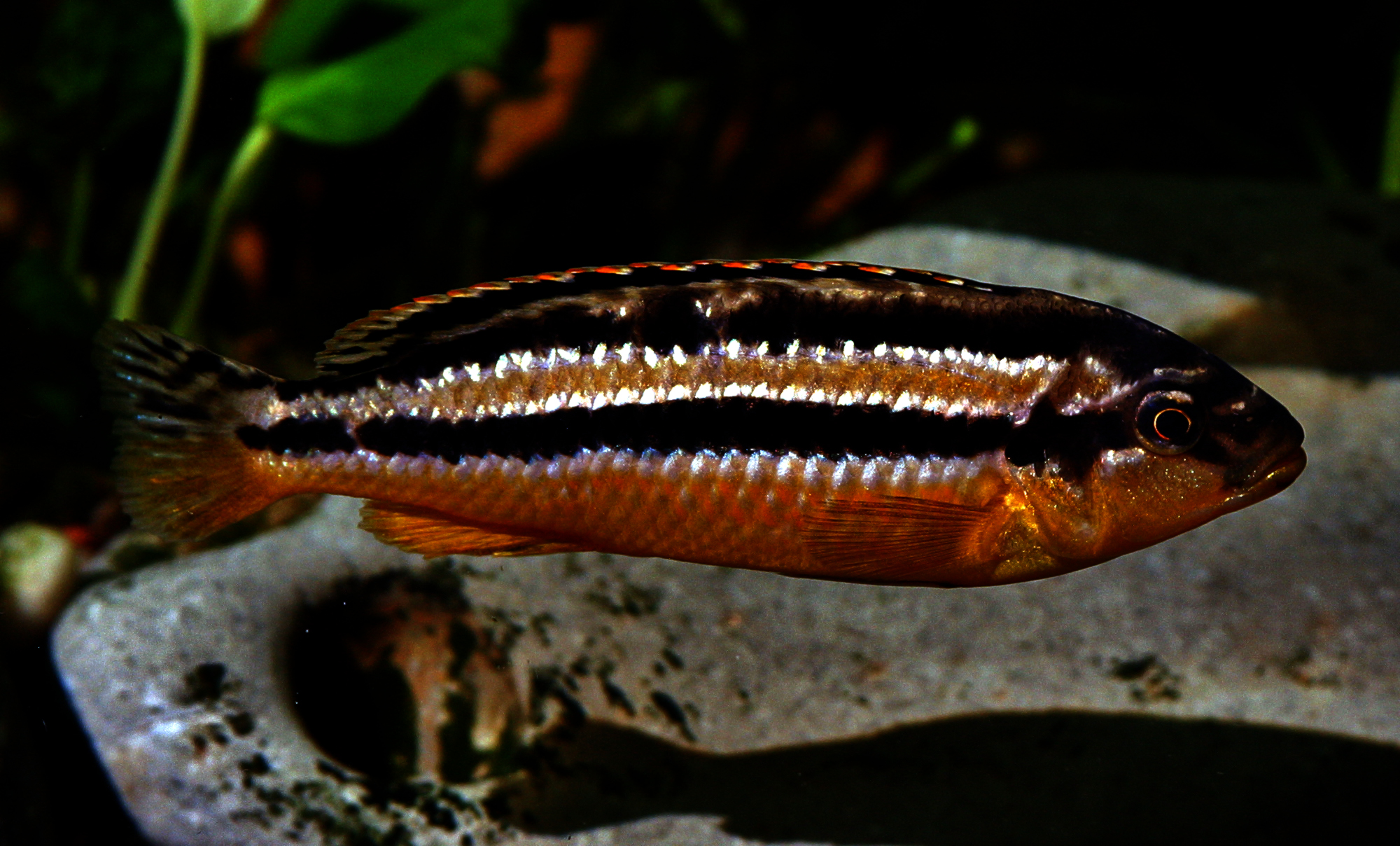
Melanochromis auratus, Weibchen

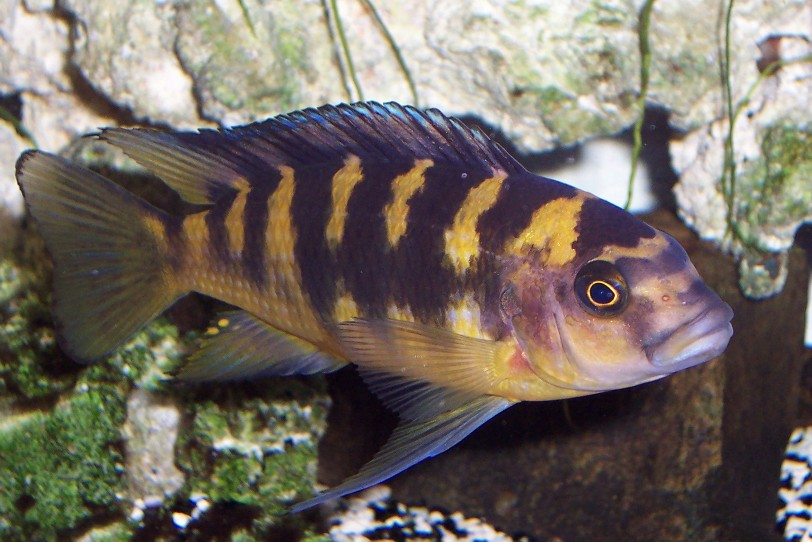
Pseudotropheus crabro, Männchen

Die an das Leben in der Fels- und Geröllzone angepassten Mbuna-Buntbarsche sind Nahrungsspezialisten, die den pflanzlichen und tierischen Aufwuchs abfressen, der alle Steine und Felsen in der oberen Wasserschicht überzieht. Über Sandboden und ohne Geröll und Felsen als Grundlage ihrer Nahrung sind sie nicht überlebensfähig und meiden deshalb selbst kleinere Sandflächen. Das hat zur Folge, dass eine Vielzahl von voneinander isolierten Einzelpopulationen entstanden ist, die keinen Kontakt zueinander haben und sich zu Farbmorphen oder zu eigenständigen Arten entwickelt haben. Die Areale, die eine Morphe oder eine Art besiedeln, können sehr klein sein und im Extremfall nur die Fläche eines Fußballfeldes umfassen.
| - Abactochromis labrosus - Chindongo ater - Chindongo bellicosus - Chindongo cyaneus - Chindongo demasoni - Chindongo elongatus - Chindongo flavus - Chindongo heteropictus - Chindongo longior - Chindongo minutus - Chindongo saulosi - Chindongo socolofi - Cyathochromis obliquidens - Cynotilapia afra - Cynotilapia aurifrons - Cynotilapia axelrodi - Cynotilapia chilundu - Cynotilapia zebroides - Genyochromis mento - Gephyrochromis lawsi - Gephyrochromis moorii - Iodotropheus declivitas - Iodotropheus sprengerae - Iodotropheus stuartgranti - Labeotropheus alticodia - Labeotropheus artatorostris - Labeotropheus aurantinfra - Labeotropheus candipygia - Labeotropheus chirangali - Labeotropheus chlorosiglos - Schabemundbuntbarsch (Labeotropheus fuelleborni) - Labeotropheus obscurus - Labeotropheus rubidorsalis - Labeotropheus simoneae - Gestreckter Schabemundbuntbarsch (Labeotropheus trewavasae) - Labidochromis caeruleus - Labidochromis chisumulae - Labidochromis flavigulis - Labidochromis freibergi - Labidochromis gigas - Labidochromis heterodon - Labidochromis ianthinus - Labidochromis joanjohnsonae - Labidochromis lividus - Labidochromis maculicauda - Labidochromis mathotho - Labidochromis mbenjii - Labidochromis mylodon - Labidochromis pallidus - Labidochromis shiranus - Labidochromis strigatus - Labidochromis textilis - Labidochromis vellicans - Labidochromis zebroides - Maylandia barlowi - Maylandia benetos - Maylandia callainos - Maylandia chrysomallos - Maylandia cyneusmarginata - Maylandia elegans - Maylandia emmiltos - Maylandia estherae - Maylandia flavifemina - Maylandia glaucos - Maylandia greshakei | - Maylandia hajomaylandi - Maylandia lanisticola - Maylandia livingstonii - Maylandia lombardoi - Maylandia mbenjii - Maylandia melissa - Maylandia mossambica - Maylandia nkhunguensis - Maylandia phaeos - Maylandia pulpican - Maylandia pursa - Maylandia pyrsonotos - Maylandia sciasma - Maylandia xanstomachus - Maylandia xanthos - Maylandia zebra - Melanochromis auratus - Melanochromis baliodigma - Melanochromis chipokae - Melanochromis dialeptos - Melanochromis heterochromis - Melanochromis kaskazini - Melanochromis lepidiadaptes - Melanochromis loriae - Melanochromis melanopterus - Melanochromis mossambiquensis - Melanochromis mpoto - Melanochromis robustus - Melanochromis simulans - Melanochromis vermivorus - Melanochromis wochepa - Petrotilapia chrysos - Petrotilapia flaviventris - Petrotilapia genalutea - Petrotilapia microgalana - Petrotilapia mumboensis - Petrotilapia nigra - Petrotilapia palingnathos - Petrotilapia pyroscelos - Petrotilapia tridentiger - Petrotilapia xanthos - Pseudotropheus benetos - Pseudotropheus brevis - Pseudotropheus cyaneorhabdos - Pseudotropheus crabro - Pseudotropheus fainzilberi - Pseudotropheus fuscoides - Pseudotropheus fuscus - Pseudotropheus galanos - Pseudotropheus interruptus - Pseudotropheus johannii - Pseudotropheus likomae - Pseudotropheus livingstonii - Pseudotropheus perileucos - Pseudotropheus perspicax - Pseudotropheus purpuratus - Pseudotropheus tursiops - Pseudotropheus williamsi - Tropheops gracilior - Tropheops lucerna - Tropheops macrophthalmus - Tropheops microstoma - Tropheops modestus - Tropheops novemfasciatus - Tropheops romandi - Tropheops tropheops |

#### Utaka

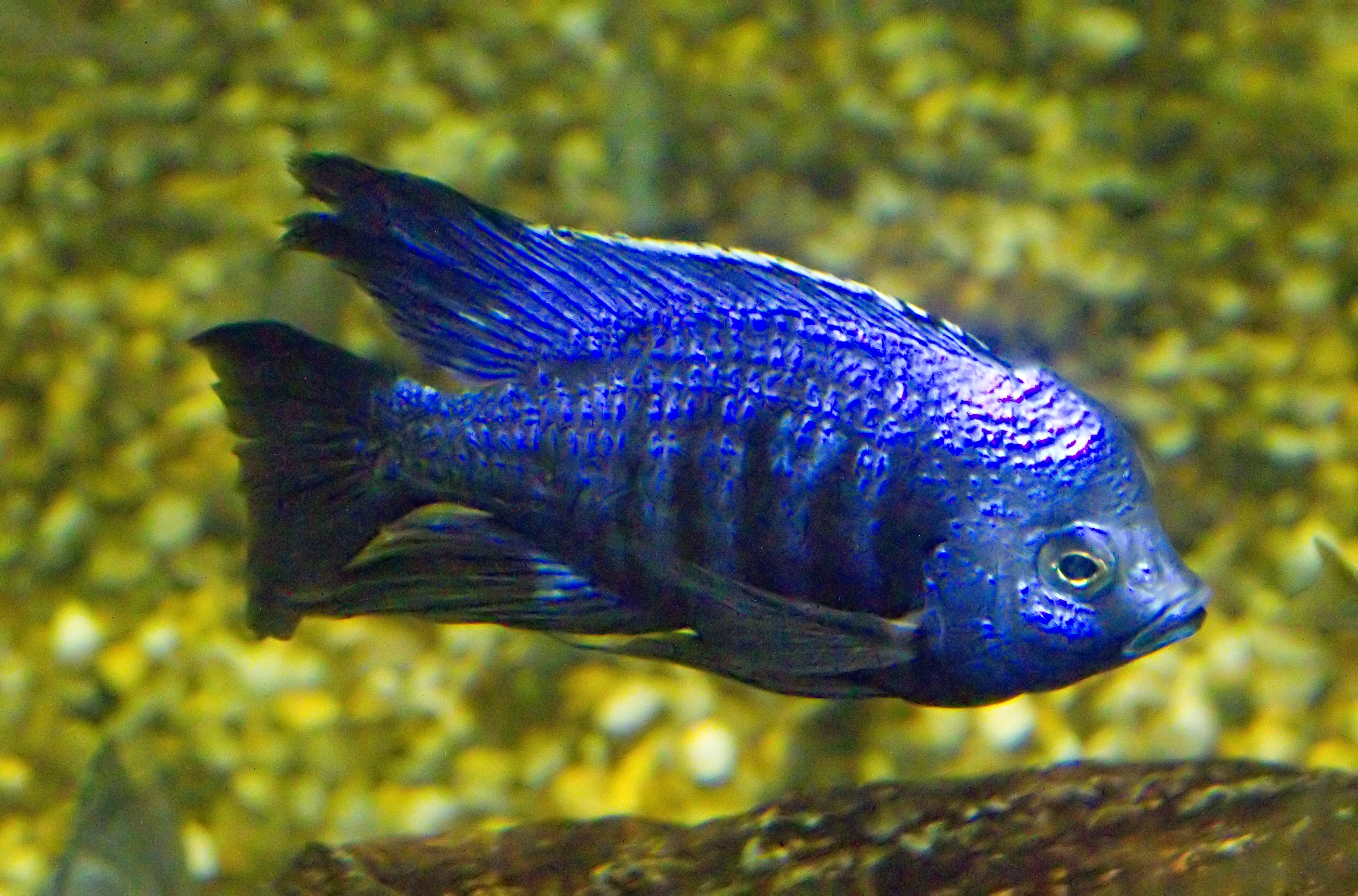
Copadichromis azureus

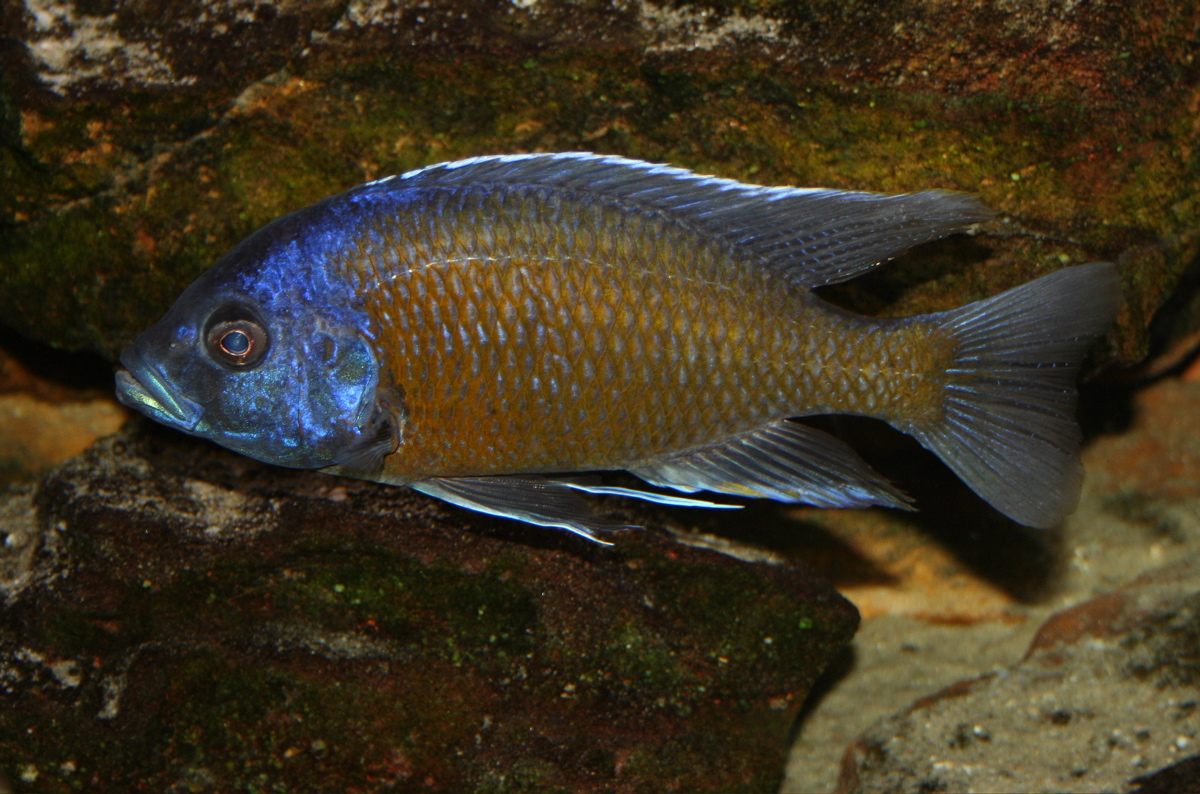
Copadichromis borleyi

| - Copadichromis atripinnis - Copadichromis azureus - Copadichromis borleyi - Copadichromis chizumuluensis - Copadichromis chrysonotus - Copadichromis cyaneus - Copadichromis cyanocephalus - Copadichromis diplostigma - Copadichromis geertsi - Copadichromis ilesi - Copadichromis insularis - Copadichromis jacksoni - Copadichromis likomae - Copadichromis mbenjii - Copadichromis melas - Copadichromis mloto | - Copadichromis nkatae - Copadichromis parvus - Copadichromis pleurostigma - Copadichromis pleurostigmoides - Copadichromis quadrimaculatus - Copadichromis trewavasae - Copadichromis trimaculatus - Copadichromis verduyni - Copadichromis virginalis - Mchenga conophoros - Mchenga cyclicos - Mchenga eucinostomus - Mchenga flavimanus - Mchenga inornata - Mchenga thinos |

#### "Tilapias"

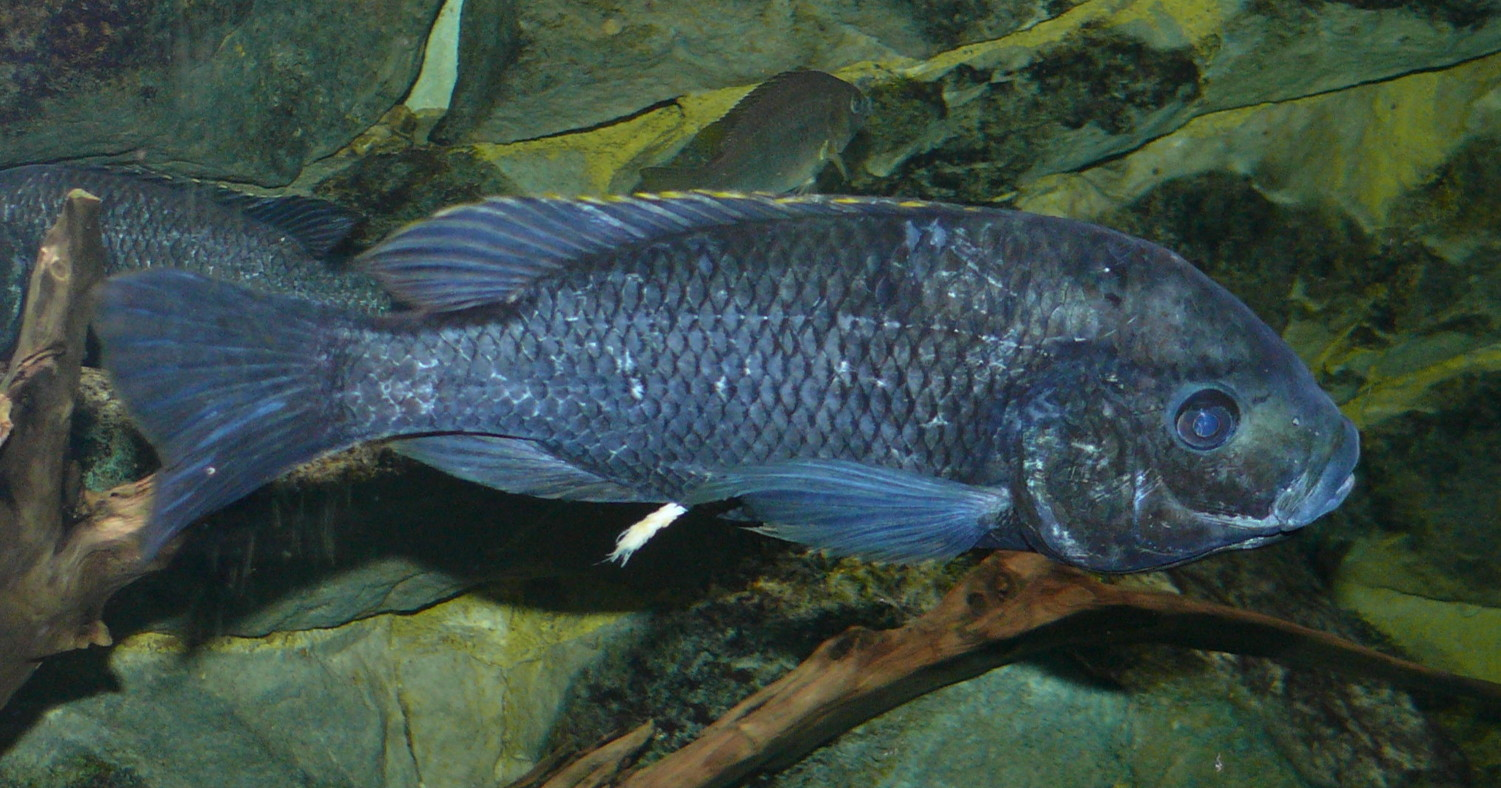
Oreochromis squamipinnis

| - Coptodon rendalli - Oreochromis karongae - Oreochromis lidole - Oreochromis saka | - Oreochromis shiranus - Oreochromis squamipinnis - Tilapia sparrmanii |

### Welse

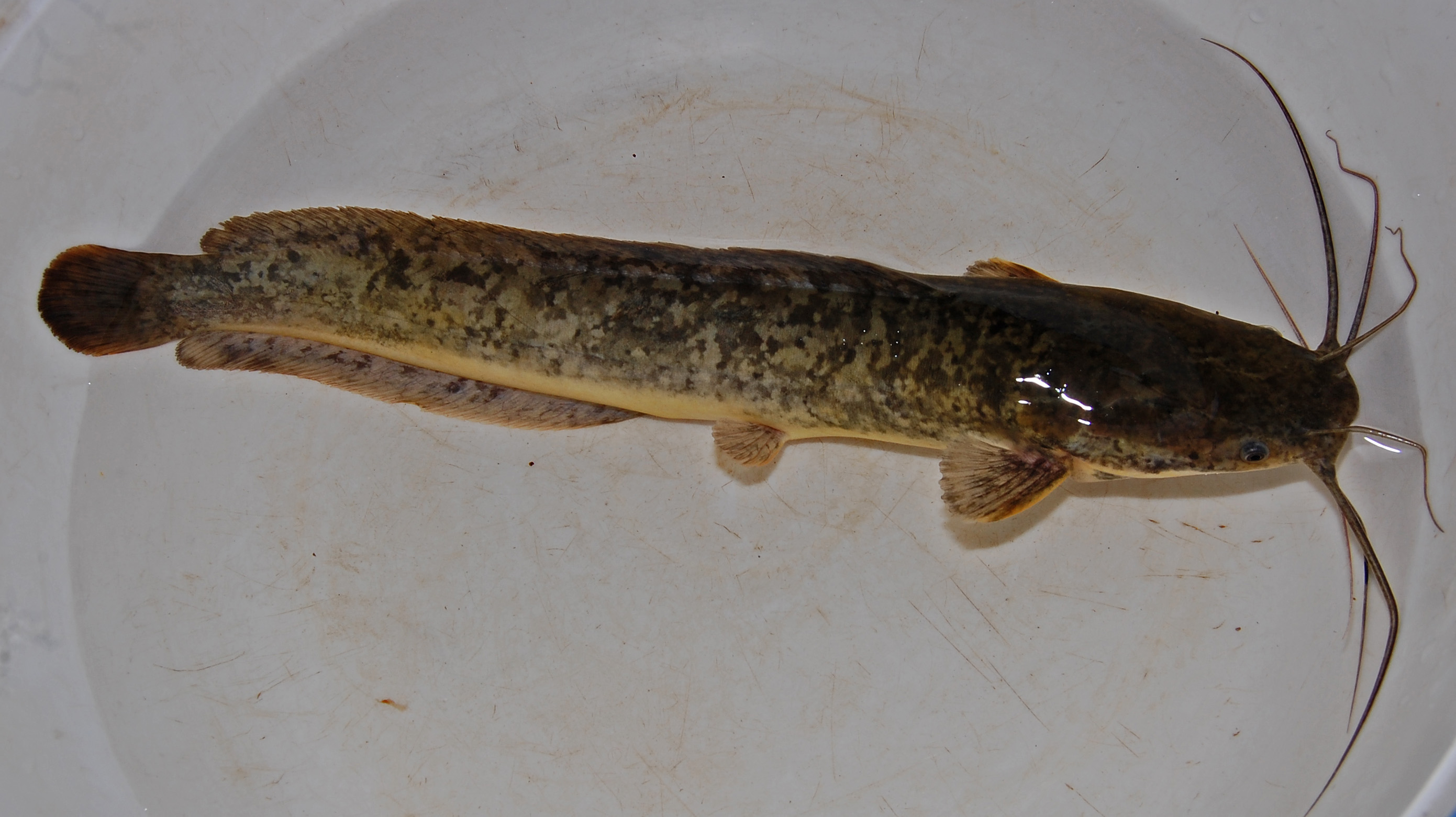
Afrikanischer Raubwels (Clarias gariepinus)

| - Amphilius chalei - Zaireichthys compactus - Zaireichthys lacustris, end. - Zaireichthys maravensis, end. - Zaireichthys monomotapa - Zaireichthys rotundiceps - Bagrus meridionalis - Bagrus orientalis - Bathyclarias atribranchus, end. - Bathyclarias euryodon, end. - Bathyclarias filicibarbis, end. | - Bathyclarias foveolatus, end. - Bathyclarias longibarbis, end. - Bathyclarias nyasensis, end. - Bathyclarias rotundifrons, end. - Bathyclarias worthingtoni, end. - Clarias gariepinus - Clarias ngamensis - Clarias theodorae - Heterobranchus longifilis - Chiloglanis neumanni - Synodontis njassae |

### Nilhechte

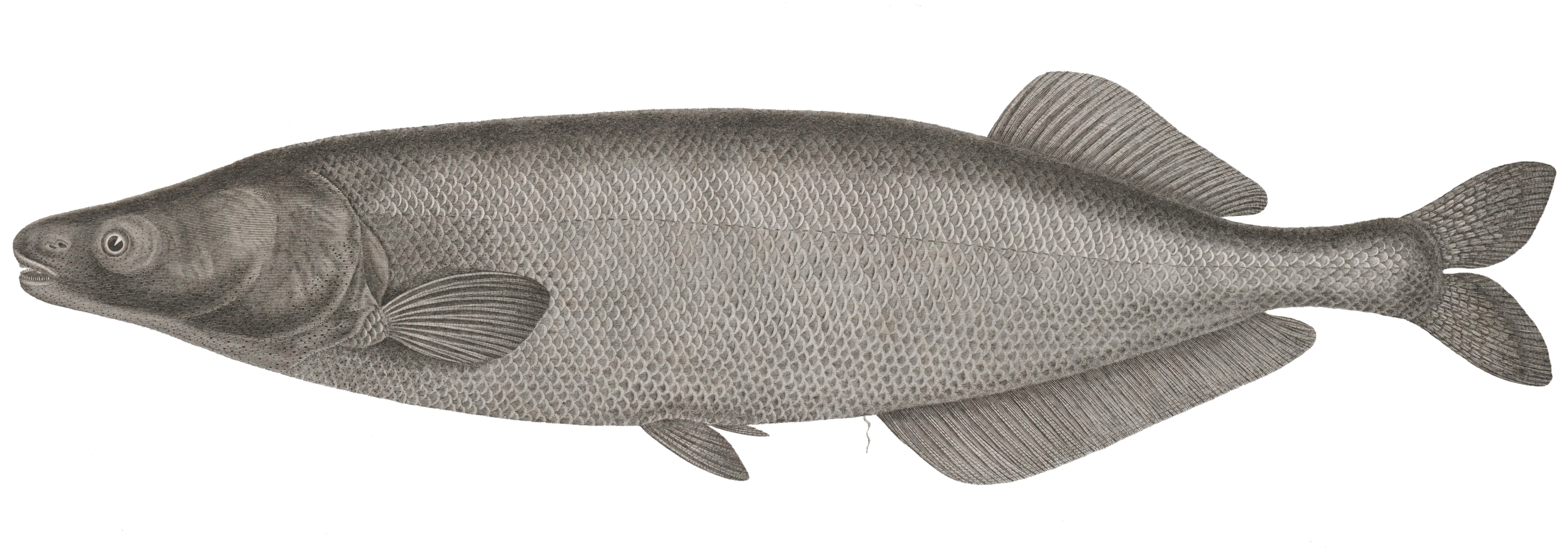
Riesen-Nilhecht (Mormyrops anguilloides)

| - Cyphomyrus discorhynchus - Marcusenius livingstonii - Marcusenius macrolepidotus - Marcusenius nyasensis | - Mormyrops anguilloides - Mormyrus longirostris - Petrocephalus catostoma - Pollimyrus castelnaui |

### Karpfenfische

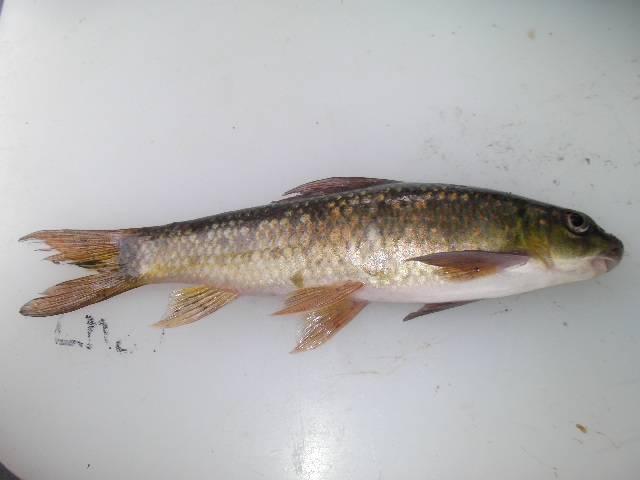
Labeo cylindricus

| - Enteromius arcislongae, end. - Enteromius atkinsoni - Enteromius innocens - Enteromius litamba, end. - Enteromius macrotaenia - Enteromius paludinosus - Enteromius radiatus - Enteromius trimaculatus - Engraulicypris sardella, end. | - Labeo altivelis - Labeo cylindricus - Labeo mesops - Labeo worthingtoni, end. - Labeobarbus brevicauda - Labeobarbus johnstonii - Opsaridium microcephalum, end. - Opsaridium microlepis, end. - Opsaridium tweddleorum |

### Sonstige
| - Brycinus imberi - Hemigrammopetersius barnardi - Anguilla labiata - Mastacembelus shiranus, end. | - Aplocheilichthys johnstoni - Lacustricola katangae - Nothobranchius wattersi |

### Nutzung
Die in großen Schwärmen im Freiwasser lebenden Utaka-Arten, die deshalb in großen Mengen mit Netzen leicht zu fangen sind, und die größer werdenden Oreochromis-Arten, Coptodon rendalli und Tilapia sparrmanii sind eine wichtige Nahrung und Eiweißquelle für die am See lebende Bevölkerung. Besonders die farbenprächtigen Mbuna-Arten sind beliebte Aquarienfische und werden auch als „Korallenfische des Süßwassers“ bezeichnet.

## Wirbellose
Im Folgenden werden die im See bekannten Wirbellosen gelistet. Arten, die nur in den Mündungen der Zuflüsse vorkommen sind nicht aufgeführt.

### Weichtiere

#### Schnecken

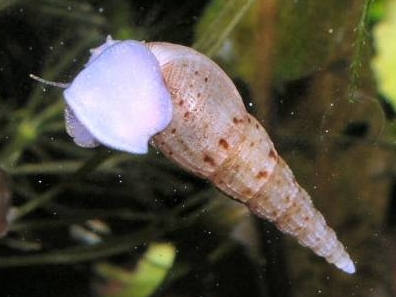
Nadel-Kronenschnecke (Melanoides tuberculata)

- Tellerschnecken (Planorbidae): Biomphalaria pfeifferi, Bulinus globosus, Bulinus nyassanus end., Bulinus succinoides end., Lanistes ellipticus, Lanistes nasutus, Lanistes nyassanus und Lanistes solidus.
- Sumpfdeckelschnecken (Viviparidae): Bellamya capillata end., Bellamya ecclesi end., Bellamya jeffreysi end. und Bellamya robertsoni.
- Schnauzenschnecken (Bithyniidae): Gabbiella stanleyi end.
- Kronenschnecken (Thiaridae): Melanoides tuberculata, Melanoides virgulata, Melanoides nodicincta end, Melanoides simonsi end. und Melanoides polymorpha end.

#### Muscheln
- aus der Familie Iridinidae: Aspatharia subreniformis, Chambardia nyassaensis und Mutela alata alata.
- Fluss- und Teichmuscheln (Unionidae): Coelatura hypsiprymna, Coelatura mossambicensis, Nyassunio nyassaensis und Coelatura nyassaensis.
- Körbchenmuscheln (Corbiculidae): Corbicula africana.

### Gliederfüßer

#### Krebstiere

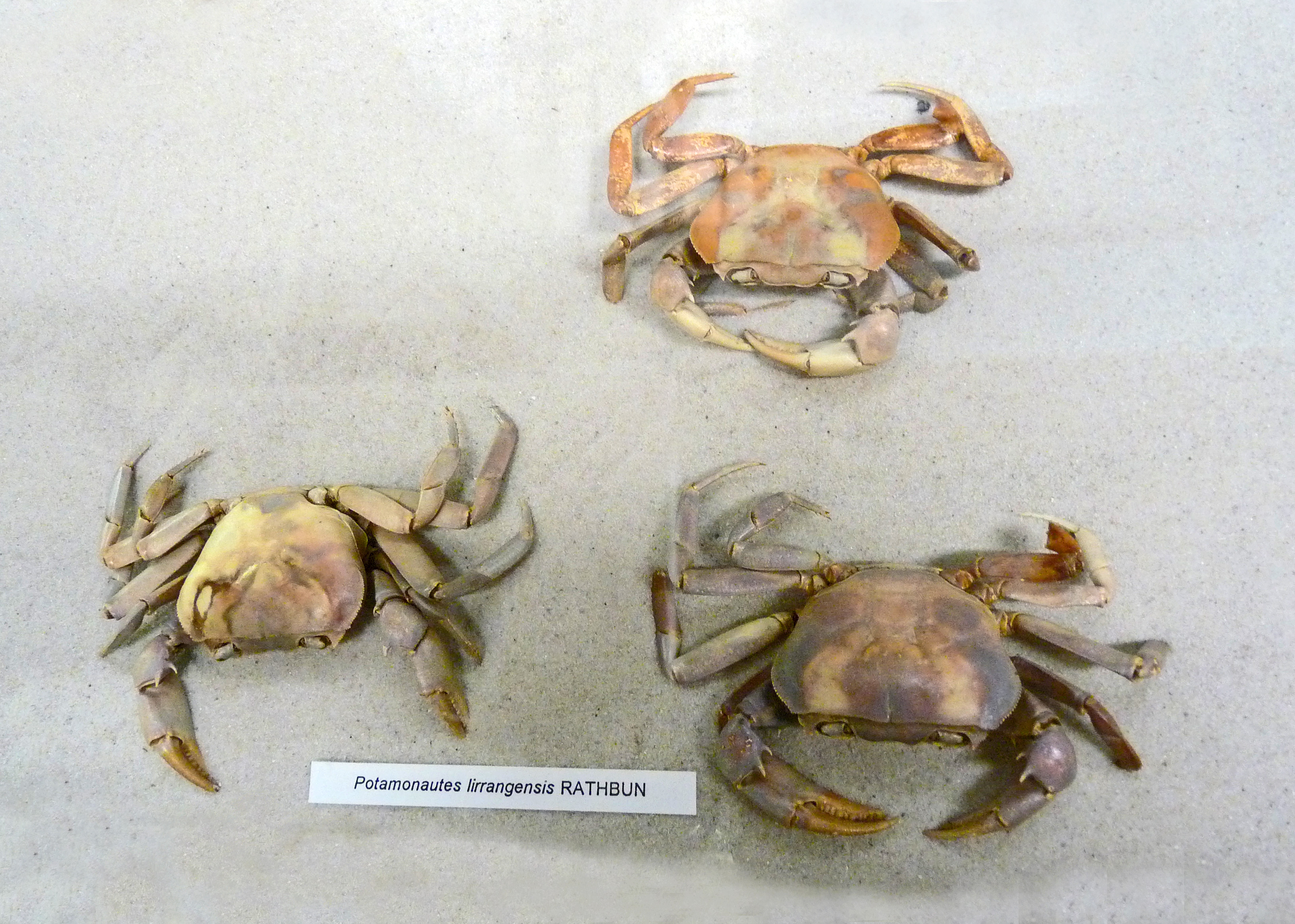
Drei präparierte Exemplare von Potamonautes lirrangensis

- Kiemenfußkrebse (Branchiopoda): Diaphanosoma excisum, Bosmina longirostris, Bosminopsis deitersi, Ceriodaphnia sp., Daphnia lumholtzi, Ilyocryptus sp.
- Fischläuse (Branchiura): Argulus africanus, Argulus jollymani, Chonopeltis inermis und Dolops ranarum
- Ruderfußkrebse (Copepoda): 6 Arten aus der Ordnung Calanoida, darunter Thermodiaptomus mixtus und Tropodiaptomus cunningtoni, aus der Ordnung Cyclopoida: Eucyclops dubius, Macrocyclops cf. albidus, Mesocyclops aequatorialis, Microcyclops nyasae, zwei weitere Microcyclops-Arten, Thermocyclops neglectus, Afrolernaea longicollis, Lamproglena clariae, Lamproglena nyasae, Lernaea bagri, Lernaea barnimiana, Lernaea hardingi, Lernaea lophiara, Lernaea palati, Lernaea tilapiae und Lernaea sp., 6 Arten aus der Ordnung Harpacticoida darunter: Schizopera consimilis, sowie, aus der Ordnung Poecilostomatoida, Ergasilus macrodactylus und Trigasilus minutus.
- Muschelkrebse (Ostracoda) insgesamt 57 Arten, davon einige endemische.
- Süßwassergarnelen (Atyidae): Caridina malawensis[9]
- Krabben (Brachyura) insgesamt 4 Arten darunter Potamonautes lirrangensis

#### Spinnentiere
- Spinnentiere (Arachnida): 5 unbestimmte Arten.

#### Insekten
- Unter der Insektenfauna des Malawisees finden sich Libellen (Odonata), Eintagsfliegen (Ephemeroptera), Steinfliegen (Plecoptera), Schnabelkerfe (Ruderwanzen (Corixidae), Wasserläufer (Gerridae), Schwimmwanzen (Naucoridae), Skorpionswanzen (Nepidae), Rückenschwimmer (Notonectidae)), Käfer (Coleoptera) (Familien Elmidae und Psephenidae), Zweiflügler (Diptera) und Köcherfliegen (Trichoptera).

### Sonstige
- der endemische Schwamm Malawispongia echinoides.
- das Bärtierchen Isohypsibius malawiensis.
- drei unbestimmte Arten der Fadenwürmer (Nematoda).
- Bandwürmer (Cestoda): ein unbestimmter Vertreter der Familie Dilepididae (Wirt ist Copadichromis eucinostomus), Cichlidogyrus halli (Wirt ist Oreochromis s. shiranus) und Cichlidogyrus sp. (Wirte sind Petrotilapia-Arten).
- Saugwürmer (Trematoda): Haplorchoides cahirinus (Wirte sind Clarias gariepinus und Bagrus meridionalis), Clinostomoides brieni (Wirte sind Clarias-Arten), ein unbestimmter Vertreter der Familie Sanguinicolidae (Wirt ist Bathyclarias nyasensis), Schistosoma haematobium (Wirte sind die Schnecken Bulinus globosus und B. nyassanus), Schistosoma mansoni (Wirt ist die Schnecke Biomphalaria pfeifferi), Malawitrema staufferi (Wirte sind Clarias gariepinus und Bagrus meridionalis), Astiotrema turneri (bekannte Wirte sind Protomelas annectens, P. cf. taeniolatus, Ctenopharynx pictus, Labeotropheus fuelleborni, L. trewavasae, Maylandia zebra, M. emmiltos und Melanochromis vermivorus) und Glossidium pedatum (Wirte sind Clarias gariepinus und Bagrus meridionalis).
- Strudelwürmer (Turbellaria): Mesostoma sp.
- Ringelwürmer (Annelida): Epirodrilus mammosus und zwei Egelarten (Hirudinea sp.).
- drei Arten von Rädertierchen (Brachionus sp., Keratella sp. und Synchaeta sp.).
- Die Kratzwürmer Acanthogyrus (Acanthosentis) malawiensis und Acanthogyrus (Acanthosentis) tilapiae.

## Landwirbeltiere

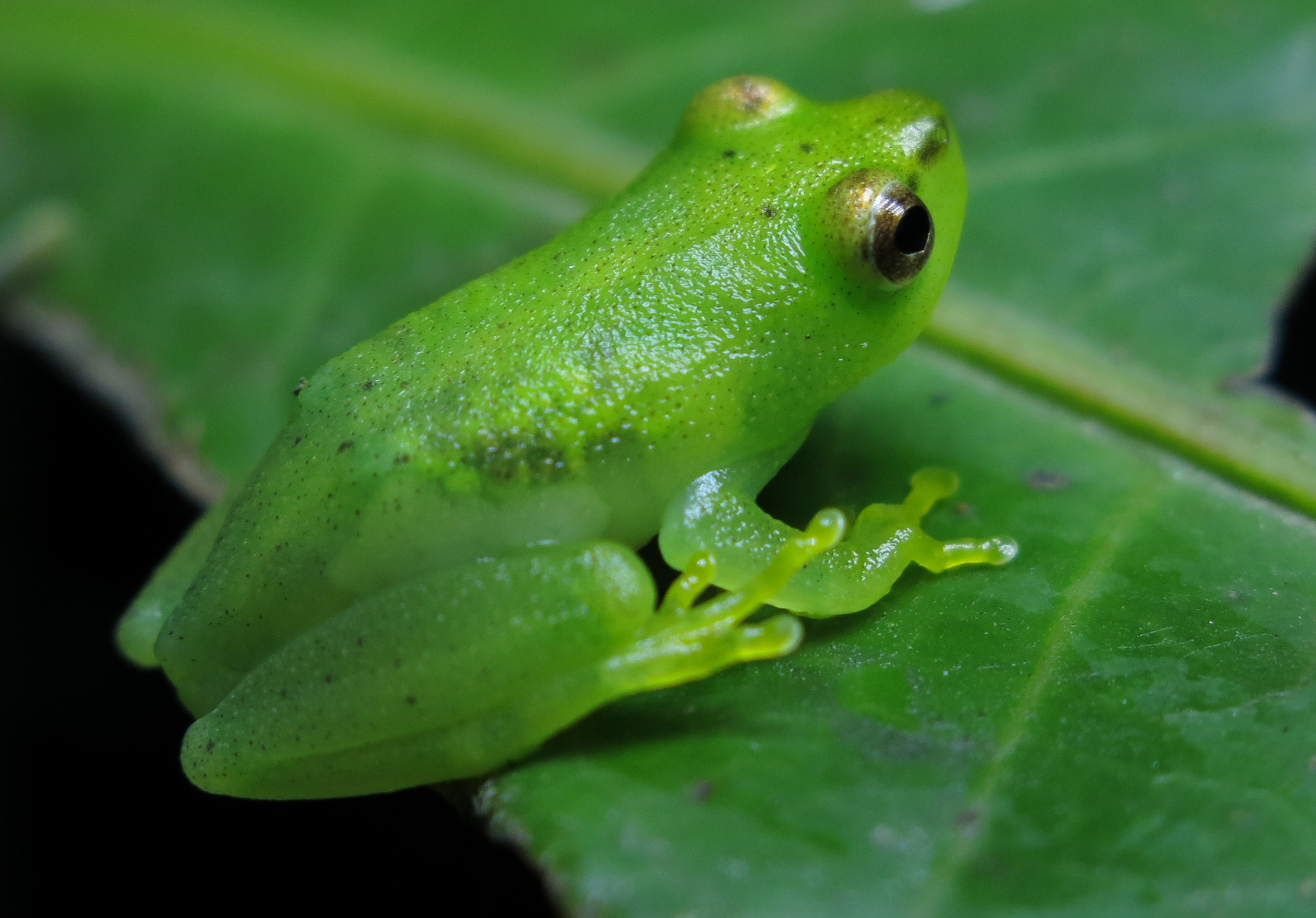
Wasserlilienfrosch

Die Sumpf- und Riedgebiete am See werden von verschiedenen Ruder- (Rhacophoridae) und Riedfröschen (Hyperoliidae) bewohnt, darunter der Marmorierte Riedfrosch (Hyperolius marmoratus), der Wasserlilienfrosch (H. pusillus), Hyperolius nasutus und Hyperolius tuberilinguis. Zu den Wasservögeln, die sich von den zahlreichen Fischen ernähren, gehören der Weißbrustkormoran (Phalacrocorax lucidus), die häufigere Riedscharbe (Microcarbo africanus), der Afrika-Schlangenhalsvogel (Anhinga rufa), Rosa- (Pelecanus onocrotalus) und Rötelpelikan (P. rufescens), Grau- (Ardea cinerea) und Goliathreiher (A. goliath), der Schreiseeadler (Haliaeetus vocifer) sowie die Eisvögel Hauben-Zwergfischer (Corythornis cristatus), Streifenliest (Halcyon chelicuti), Zwergkönigsfischer (Ispidina picta) und Riesenfischer (Megaceryle maxima). Nicht fischfressende Vögel, die regelmäßig in Ufernähe zu sehen sind, sind der Kuhreiher (Bubulcus ibis) und der Rosaflamingo (Phoenicopterus roseus).